# Бургас
Вижте пояснителната страница за други значения на Бургас.
Бурга̀с е най-големият град в Югоизточна България и вторият по големина на българското Черноморие, а със своята площ от 253,644 km² той е и един от най-големите в страната. По данни на ГРАО към 15 март 2025 г. в града живеят 210 373 души по настоящ адрес и 225 903 души по постоянен адрес. Той е четвъртият по население град в страната (след София, Пловдив и Варна). Бургас е най-важният културен, стопански, транспортен, управленски, туристически и просветен център в Югоизточна България и е с национално значение. Градът е административно средище на едноименната община и област, както и седалище на регионални и национални институции.
До Бургас се намират:
- най-голямата в Югоизточна Европа химическа и нефтена рафинерия.
- международното и второто по натовареност българско летище;
- второто по големина българско пристанище;
- най-голямото нефтено пристанище в страната.

В Бургас е разположен Черноморският риболовен флот, част от Българския военноморски флот и бреговата охрана.
Няколкото природни резервата и защитени местности, античните и средновековните селища, Черно море, Странджа и ежегодните фестивали привличат множество туристи. Бургас е известен в България като „Градът на птиците и езерата“. Заради множеството културни събития и фестивали провеждани в Бургас, особено в летния сезон, градът е наричан „лятната фестивална столица на България“. Бургаската катедрала, носеща името на славянските просветители — светите братя Кирил и Методий, и защитената местност Пода са сред стоте национални туристически обекта. Манастирът „Света Анастасия“ на едноименния остров във водите на Бургаския залив е единственият запазен средновековен островен манастир в Черно море.

## Име
Днешното име на града произлиза от гръцкото Пиргос (Pyrgos), което значи кула. Според местни предания името идва от римски пътен стълб, така наречен бург, който бил положен в района на днешното бургаско пристанище. Византийският поет Мануел Фил споменава Бургас като Пиргос в своите творби. В индоевропейските езици гръцкото пиргос и латинското бургос са идентични, като имат и за основа общ индоевропейски корен. Според проф. Кирил Влахов „пюргос“ е дума от тракийски произход, който също е индоевропейски. Според него „пюргос“ означава на тракийски „укрепление от дебели дървени греди“. Сходен произход има името на испанския град Бургос.
Чак до края на XIX век градът е наричан както Бургас, така и Пиргос, а в стари руски карти е срещан и като Порос и Форос. През XIX век е наричан и Ахело Бургас, за да се разграничи от Люле Бургас и други населени места със сходни имена.
Друга версия свързва името с град Буртаз във Волжка България от XIII век.

## География

### Географско положение
Градът е разположен в източната част на Бургаската низина, която се намира на изток от Горнотракийската низина. Разположен в най-западната точка на Черно море, Бургас дава името на едноименния залив, който е най-големият и най-вдаденият в континента на българското Черноморие. Градът е заобиколен от 3 езера: Бургаско, Атанасовско и Мандренско на запад, североизток и югозапад, и на изток от Черно море. Между Бургаското и Мандренското езеро на височина 209 m се издига връх Върли бряг. Той е и най-високата точка на Бургас.
В Бургас се намират две пясъчни коси: Кумлука, разположена между Бургаското езеро и Черно море, която е дълга около 3 km и широка около 1 km; и Атанасовска коса, разположена между Атанасовското езеро и Черно море и дълга около 1 km. В акваторията на Бургаския залив се намира черноморският остров Света Анастасия, който също е част от града. Той е отдалечен на 6,5 km от брега и е изграден от вулканични скали. В най-високата си точка е висок 12 m, а площта му е 22 дка.
Градът се намира на 360 km от столицата София, на 255 km от Пловдив и на 130 km от Варна. Разстоянието до най-големия турски град Истанбул е 332 km, а до турската столица Анкара е 782 km. Разстоянието до румънската столица Букурещ е 316 km, до гръцката столица Атина е 1076 km, до сръбската столица Белград е 784 km, а до македонската столица Скопие е 638 km.

### Климат
Климатът в Бургас и региона се характеризира като влажен субтропичен с морско и континентално влияние.
Средната температура на въздуха през лятото достига 22,7 °C през месец юли, като максимални дневни температури над 20 °C се срещат и до ноември. Средният месечен брой слънчеви часове достига 328,6 през юли. През зимите континенталното влияние е видно, но те остават доста по-меки в сравнение с вътрешността на страната и са доста оскъдни откъм сняг. Средната температура на въздуха през зимата пада до 2,1 °C през януари. Средната годишна температура на въздуха е 12,3 °C.
| Климатични данни за Бургас, България  | Климатични данни за Бургас, България | Климатични данни за Бургас, България | Климатични данни за Бургас, България | Климатични данни за Бургас, България | Климатични данни за Бургас, България | Климатични данни за Бургас, България | Климатични данни за Бургас, България | Климатични данни за Бургас, България | Климатични данни за Бургас, България | Климатични данни за Бургас, България | Климатични данни за Бургас, България | Климатични данни за Бургас, България | Климатични данни за Бургас, България |
| Месеци                                | яну.                                 | фев.                                 | март                                 | апр.                                 | май                                  | юни                                  | юли                                  | авг.                                 | сеп.                                 | окт.                                 | ное.                                 | дек.                                 | Годишно                              |
| Абсолютни максимални температури (°C) | 20,1                                 | 23                                   | 27,5                                 | 32                                   | 33                                   | 42,8                                 | 41,3                                 | 42                                   | 38                                   | 34                                   | 26,6                                 | 23,9                                 | 42,8                                 |
| Средни максимални температури (°C)    | 6,5                                  | 8,3                                  | 11,3                                 | 16                                   | 21,2                                 | 25,8                                 | 28,4                                 | 28,2                                 | 24,4                                 | 19,1                                 | 12,9                                 | 8,4                                  | 17,6                                 |
| Средни температури (°C)               | 2,1                                  | 3,2                                  | 6,1                                  | 10,5                                 | 15,6                                 | 20,2                                 | 22,7                                 | 22,4                                 | 18,6                                 | 13,6                                 | 8,2                                  | 4,1                                  | 12,3                                 |
| Средни минимални температури (°C)     | −1,4                                 | −0,7                                 | 1,9                                  | 6,1                                  | 10,7                                 | 15,1                                 | 17,4                                 | 17,2                                 | 13,5                                 | 9,1                                  | 4,4                                  | 0,6                                  | 7,9                                  |
| Абсолютни минимални температури (°C)  | −17,8                                | −14                                  | −15                                  | −6                                   | 0                                    | 6                                    | 10                                   | 10                                   | 1                                    | −4                                   | −9                                   | −13                                  | −17,8                                |
| Средни месечни валежи (mm)            | 44,3                                 | 37                                   | 48,2                                 | 69,8                                 | 49,9                                 | 62,1                                 | 47,6                                 | 28,4                                 | 45,5                                 | 52,2                                 | 67,9                                 | 45,1                                 | 598                                  |
| ------------------------------------- | ------------------------------------ | ------------------------------------ | ------------------------------------ | ------------------------------------ | ------------------------------------ | ------------------------------------ | ------------------------------------ | ------------------------------------ | ------------------------------------ | ------------------------------------ | ------------------------------------ | ------------------------------------ | ------------------------------------ |
| Източник:                             |                                      |                                      |                                      |                                      |                                      |                                      |                                      |                                      |                                      |                                      |                                      |                                      |                                      |

### Околна среда
През 1980-те години замърсяването на въздуха и водата причиняват сериозни проблеми. Причините са както липсата на адекватна политика в областта на околната среда, така и неспазването на екологичните стандарти от страна на изградената през социализма индустрия. Съществуващите пречиствателни съоръжения за отпадните води не се разширяват и след бързия растеж на населението по време на плановата икономика са под допълнителен натиск и постепенно се занемаряват. Промишлени отпадъчни води заедно с тези на бившите бежански лагери водят в края на 1980-те години до екологична катастрофа в Бургаското езеро. Животинският свят в най-богатото на риба езеро в България е почти напълно унищожен. Черноморското крайбрежие многократно се замърсява допълнително от малки количества суров петрол, които изтичат от петролните танкери и от отпадъчни води от нефтохимическата промишленост. През този период целият град е изложен на постоянно замърсяване на въздуха, чрез прекомерна концентрация на сероводород (H2S), прахови частици и серен диоксид (SO2), причинено главно от изхвърлените емисии от близката рафинерия и други заводи от химическата промишленост. До 1996 година в града се провеждат протести срещу екологичната обстановка.
С края на социализма се осъществяват проекти за подобряване на екологичната среда на града и непосредствената околност. През 1992 година в общинската администрация е създадена дирекция Екология, която координира и контролира проектите в тази област. От началото на 1990-те се изграждат стационарни и мобилни звена за наблюдение и контрол. Работещите в Бургас пет стационарни станции за мониторинг на въздуха са сред малкото такива в страната. Изградената система за наблюдение и контрол е единствената в България, която има възможност да разпознава отделните замърсители. Последствията и ефективните действия в резултат от това са твърде съмнителни. В периода от 1980 година до края на 1990-те години са създадени няколко защитени територии и осъществени проекти за опазване на биологичното разнообразие в района на Бургаските влажни зони. От 2005 година до днес са инвестирани повече от 220 милиона лева в проекти за изграждане и подобряване на съществуваща вече канализация, подобряване на водоснабдяването и пречистването на отпадните води. Наред с други проекти, през 2010 година е изградена допълнителна пречиствателна станция в най-големия комплекс на града – Меден рудник, а други, по-малки квартали са свързани с централната канализационна система. През 2012 година трябва да започне разширението на канализационната система в Меден рудник, изграждането на такава в квартал Горно Езерово, както и да заработи допълнителна система за наблюдение на въздуха и водата в пристанищния район.
Тези мерки, в допълнение на изменението на икономическата структура на града, инвестициите на фирмите в този сектор и преминаването на ТЕЦ-а, „Лукойл Нефтохим“, „Кроношпан“, „Хемусмарк“, „Победа“ и други производства към използване на газ през годините на прехода (намаляващо замърсяването на въздуха от съответните предприятия), водят до значителното подобряване на екологичното състояние на града и околността. Независимо от това днес, особено в кварталите Долно Езерово и Лозово, все още се измерват превишения над средните норми на концентрация във въздуха на сероводород и серен диоксид. Специализираните компетентни контролни органи, в лицето на Регионалната инспекция по околната среда и водите, Регионалната здравна инспекция и общинската администрация в Бургас не предприемат истински ефективни действия за защита на обществения интерес в тази толкова важна област. Тези високи стойности се обясняват от „експерти“, чрез конкретна метеорологична ситуация, в която вятърът пренася прахови частици във въздуха от близката рафинерия. „Лукойл Нефтохим“, „Кроношпан“ и други производители на мебели и нарастващият автомобилен трафик са днес сред най-големите източници на вредни емисии в града. Тъй като Бургас е важен транспортен възел, а след изграждането на автомагистрала Тракия се очаква и допълнително увеличаване на транзитния трафик, се планира извеждането на този трафик извън границите на града.
През 2008 година в Бургас се провежда референдум „за“ или „против“ изграждането на нефтопровода Бургас – Александруполис. 96,75% от взелите участие в референдума, или 49 552 души, се обявяват против неговото изграждане. При избирателна активност от 27,09 процента (51 225 участвали при 188 774 души, имащи право на глас) първият референдум в най-новата история на България е обявен за невалиден.
През 2010 година градската управа печели проект за интегрирано развитие на обществения транспорт, подкрепен от ЕС със 70 млн. евро. Това предоставя възможност на общинския превозвач Бургасбус да обнови автобусния си парк, да бъде разширена и обновена действащата тролейбусна мрежа, да се обособят до 20 km велосипедни алеи, с което Бургас заема водеща роля в тази област в страната и ще е част от велоалея „Несебър-Поморие-Бургас-Созопол“. През 2009 година Бургас се присъединява към така нареченото Споразумение на кметовете и през ноември 2011 година обявява намерението до 2020 година да намали енергийната консумация с 27%, да съкрати парниковите емисии с 25% и да увеличи употребата на възобновяеми източници с 26%. През същата година, благодарение на ангажиментите за опазването на околната среда, Бургас е обявен от кампанията „Зелена България“ на Министерство на околната среда и водите за „Най-зеления български град“ в категорията за градове с над 200 000 жители.

## Природа

### Води
На територията на Бургас текат 4 реки: Айтоска, Русокастренска, Изворска и Чарлийска. Първата се влива в Бургаското езеро, Русокастренска и Изворска - в Мандренското езеро, а Чарлийска в Атанасовското езеро. От трите езера, които ограждат града, Атанасовското е с най-високата соленост, последвано от Бургаското езеро. Мандренското езеро в по-голямата си част е сладководно, въпреки че е свързано с Черно море чрез канал.
Бургаско (остаряло Ваякойско) и Мандренското (остаряло Язеклийско) езеро са морски лимани. Те са образувани при покачване на морското равнище в следледниковия период, което води до наводняване на устията на реките и образуване на залив. Със спадането на морското равнище в края на късното Средновековие голяма част от най-западната част на Бургаския залив се заблатява от наносите на реките Русокастренска и Мандренска. Образуваните заблатени площи били известни под името Ваякойско и Язеклийско блато, които при най-малкото прииждане на водите на реките или при източен морски вятър са ставали непроходими. След Освобождението блатата пречат на развитието на Бургас в тази посока. Пресушаването на част от блатата и възпиране водите на реките, вливащи се в тях, започва през 1921 година. Прокопаването на околовръстния на Язеклийското блато канал продължава до 1928 година със средства по бежанския заем. Окончателното укрепване и заскаляване на брега на езерата се извършва през втората половина на 1940-те. Днес Бургаското езеро е най-голямото българско езеро и заема площ от 27,6 km², а Мандренското – 10 km². Водният обем на двете езера е 19 и 11 милиона кубически метра.
Атанасовското езеро е естествена лагуна. Езерото е разделено на две (Северно и Южно Атанасовско езеро) в посока север-юг от изкуствена дига. На дигата е построен път, който свързва централната градска част с квартал Сарафово, летище Бургас и Варна. Двете езера са свързани както помежду си, така и с Черно море, чрез множество канали. Въпреки че Северната част на езерото е обявена за поддържан резерват, носещ същото име, а Южната му част (бившата буферна зона към същия резерват) сега е защитена местност Бургаски солници, производството на сол от Черноморски солници не е забранено, а археологически находки доказват добив на сол от Античността.
Южно от Мандренското езеро се простира Странджа планина. Езерото днес е разделено на две, вследствие на укрепителните работи през 1940-те години, поради което сладководните води от по-голямата му западна част не се вливат чрез естествения отток в Черно море. Водите на езерото се използват предимно за напояване на селскостопански земи. След язовирната стена в посока изток, езерото следва естествения си отток, който образува в защитената местност Узунгерен лиман. Чрез естествения канал Пода в едноименната защитена местност, водите на езерото се вливат в черноморския залив Форос.
В непосредствена близост до кварталите Ветрен и Банево са разположени Бургаските минерални извори. Източниците на водоснабдяване на Бургас са язовирите Камчия в Стара планина и Ясна поляна в Странджа планина, както и по-малки местни подземни водоизточници.

### Флора и фауна
Множеството защитени територии и природно уязвими зони, разположени в околностите на града, като защитената местност Пода, Мандренското, Бургаското и Атанасовското езеро, са обособени в така наречения проект Бургаски влажни зони. Бургаското и Атанасовското езеро и местността Пода са включени в Рамсарския списък за защита на влажни зони с международно значение и по-специално като местообитание на водолюбиви птици. В езерата край Бургас зимуват защитени видове птици като къдроглав пеликан, чапли (нощна, гривеста, малка бяла, голяма бяла и червена чапла) и корморани, голяма белочела гъска, червеногуша гъска, бял ангъч, саблеклюн и др.
Бургаският езерен комплекс е разположен на прелетния път Виа Понтика и е място с тесен фронт на миграция за прелетните реещи се птици от значителна част на Северна, Източна и Централна Европа. До 300 000 щъркела и до 60 000 грабливи птици прелитат ежегодно над езерата по време на есенната миграция. Това е мястото с най-голяма концентрация в Европа по време на прелет за розовия и къдроглавия пеликан, на тръстиковия блатар и на второ място (след Босфора) по концентрация на малкия креслив орел. По време на прелет е установяван и изключително световно застрашеният тънкоклюн свирец.
В Бургаския залив и Бургаските езера са документирани около 140 различни вида риби, част от които могат да бъдат разгледани в природонаучния музей в града. В южния край на Бургас, в защитената местност Пода е изграден център за наблюдение на птиците. Там има документирани над 255 вида птици, което представлява 67% от птичия свят на България. В природния резерват на Атанасовското езеро са документирани 317 вида птици. От тях 83 са вписани в Червената книга на България, а над 170 вида са от европейско значение. Там се среща и най-малкият бозайник в света, етруската земеровка, а от 2010 година се наблюдават популации на розово фламинго.

### Защитени територии
В землището на Бургас са обявени един природен резерват и няколко други защитени територии и защитени зони. Атанасовско езеро е поддържан резерват. То е обявено през 1980 година и след няколко разширения заема площ от 1002,3 хектара. През 1997 година най-западният край на Бургаското езеро с бреговата ивица с обща площ от 379 хектара, е обявен за защитена територия от типа защитена местност.
Други защитени природни територии са: от 1989 година защитената местност Пода, с площ от 100.7 хектара; от 1995 година защитената местност Ченгене скеле, с площ от 191,19 хектара; местността Корията с площ от 11,6 хектара от 1995 година е защитена, през 2005 година е обявена за защитена местността Узунгерен, а през 2007 година местността Бургаски солници. – бившата Буферна зона на поддържан резерват Атанасовско езеро. Като място със защитен статут е обявената през 1995 година за природна забележителност, с обща площ от 73,6 хектара местност Водениците. Южно от Бургас е разположен най-голямата българска защитена територия – природен парк Странджа.
Освен гореизброените защитени територии (по смисъла на Закона за защитените територии), в община Бургас се намират и няколко защитени зони от Европейската екологична мрежа Натура 2000 (обявени съгласно Закона за биологичното разнообразие): Атанасовско езеро, Бургаско езеро, Бакарлъка, залив Ченгене скеле и Мандра-Пода.
В някои от защитените територии и зони се изпълняват международни природозащитни проекти, а с влизането на България в ЕС, части от тях влизат в европейската екологична мрежа Натура 2000. Въпреки това контролът по спазването на природозащитните режими в района на Бургаските влажни зони е нищожен и далеч не е на необходимото ниво. Липсва така нужната подвижна охрана, която ефективно да противодейства на нерегламентирания лов и риболов (особено през зимните месеци).

## История

### Първи и тракийски селища
В землището на Бургас са разкрити няколко праисторически и антични селища от каменно-медната до късната бронзова епоха. В началото на лятото на 2008 година археолози от Бургаския музей откриват на 10 километра северно от града в местността „Солна нива“, близо до Атанасовското езеро праисторическа могила и предмети, датирани към епохата на ранния халколит. Изкопани са над 250 вещи, за най-ранните от които се предполага, че са използвани 6000 години пр. Хр. Те свидетелстват за земеделие, скотовъдство и добив на сол, като поминък на древните обитатели на местността. Открити са и ритуални съдове на царя-жрец. Счита се, че артефактите са най-старите, намирани изобщо по крайбрежието на Черно море, включително в Турция и Кавказкия регион. Това дава повод на директора на регионалния музей Цоня Дражева да определи района на днешен Бургас, между трите езера Мандренско, Бургаско и Атанасовско и Черно море като „…кръстопът на най-древните цивилизации…“.
Сред първите жители на региона са траките, които около VI век пр.н.е. създават редица селища на територията на днешен Бургас, наред с близките градове Аполония, Месемврия, Анхиало. От VI до II век пр.н.е. тракийско селище, вероятно емпорион (пазар) на Аполония съществува и в района на „Сладки кладенци“, на територията на днешния квартал Победа. Селището е разполагало с пристанище и водопровод. На хълма Шилото в квартал Меден рудник се е намирала тракийска крепост, която защитавала близките медни рудници на тракийските князе при Върли бряг. След инвазията на Филип II Македонски на нейно място се е намирало светилището на Аполон Карнесос (Пречистия Аполон), важна част от съществувала редица светилища на този бог, изградена северно от Аполония. Турсис е друго тракийско селище, което се намирало западно от Бургас и е разрушено в началото на II век пр.н.е. Поради активното строителство в по-късни епохи, не са запазени останките от античното селище в местността „Сладки кладенци“. Въпреки това наличието на пристанище, пазарно средище и археологически находки дават основание на историка Иван Карайотов да локализира Пристанището на тракийските царе на територията на Бургас. Археологически проучвания на по-късните минерални бани Акве Калиде също доказват тракийски селища и най-почитаното „светилище на Трите нимфи“. По времето на шах Дарий I тракийските селища в района на Бургас са под персийска власт, но след отблъскването на персийската инвазия и основаването на Одриското царство те отново са тракийски.
Наред с изброените селища Бургас е смятан най-вече за приемник на Деултум, Акве Калиде и средновековния Пиргос, а според някои автори и на Скафида и Русокастрон. Деултум възниква на западния бряг на Мандренското езеро при устието на реката Средецка, на територията между езерата Бургаско и Мандренско, а съвременните езиковеди превеждат името на града като двублатие. Между 383 и 359 година пр. Хр. селищата при Бургас са под контрола на тракийския цар Котис I. Значението на близките градове Аполония и Месамврия пречи на развитието на малките селища между тях, а до 340 година пр. Хр. регионът е превзет от Филип II.

### Развитие от римско време до Средновековието
След превземането на Южното Черноморие от римския пълководец Луций през 72 пр.н.е император Веспасиан основава източно от тракийското селище Девелт или Дебелт едноименната колония Деултум (лат. Colonia Flavia Pacis Deultemsium) за ветерани на VIII Августовски легион, която се разраства до важен център на провинция Хемимонтус. Там са се срещали едно североизточно разклонение на римския път Виа Милитарис и крайбрежният Черноморски път Виа Понтика. Заедно с Деултум през римско време се развиват и минералните бани при Акве Калиде, посещавани в следващите векове от множество императори и царе. В центъра на Бургас римските следи са документирани чрез множеството намерени монети от I до IV век, а южно от днешната Централна гара се намират останките на римско статио.
В края на I век, по времето на римския император Антонин Пий на полуостров Порос/Форос край днешния квартал Крайморие са построени двойната крепост Бургос или Порос и пътна станция (statio milliaria) с пристанище. Те са охранявали подстъпите към крепостите Деултум и Скафида, както и Виа Понтика. При археологически разкопки през 2009 година са разкрити част от крепост, останките на манастир от XIII век и древно селище в близост до тях, датиращо от късната античност (V век). Според някои автори споменатите в историческите извори Порос и Пиргос са една и съща крепост. Крепостта на п-в Форос най-вероятно е използвана като наблюдателница. Нейните останки са съществували и през XIX век, за което свидетелстват различни европейци, посещавали района през този период. Отделни автори смятат, че селището е наследник на античната пътна станция, спомената като Пудизо в Певтингеровата карта. Не се знае дали Деултум и крепостта на Форос са превзети и разрушени както Акве Калиде и целия регион по времето на готските нашествия през втората половина на 260-те години. През 376 година изворите споменават отново Деултум, край който готите разбиват елитна римска военна част.
Сред разделянето на Римската империя през 395 година, регионът на днешния Бургас влиза в пределите на Източната Римска империя (по-късно Византия), а по времето на Юстиниан I (527 – 565) около Акве Калиде са изградени крепостни стени. През 708 година кан Тервел разбива източно от Акве Калиде в Битката при Анхиало византийските войски начело с Юстиниан II, а имперските бани и Деултум влизат за първи път в границата на България. При кан Крум областта Загоре влиза трайно в пределите на България, а при неговия наследник Омуртаг от бреговете на Бургаското езеро до река Марица се изгражда граничният вал Еркесия. Според едно от преданията през 863 година кан Борис I приема тайно християнството при Деултум (виж Покръстване на България). Тази теория се подкрепя и от археологически находки от 2005 година, когато до днешното село Дебелт е открит ритуален комплекс с базилика от IX век. Борис изоставя стария си титул и приема славянската титла княз, а заедно с това получава името на кръстника си – византийския император Михаил III.
От около 970 година регионът е отново под византийска власт, като през 1093 година император Алексий I Комнин разполага в Термополис, средновековния наследник на Акве Калиде, отряд за отбрана на източните старопланински проходи. В следващото столетие Бургаският регион е оспорван от Българската и Византийската империя. През 1206 година латинците, предвождани от Хенри Фландърски, брат на Балдуин Фландърски, превземат и опожаряват Термополис. През 1270 година крепостта Порос е спомената в документ на константинополския патриарх, а през 1304 южно от нея се състои Битката при Скафида, при която цар Тодор Светослав превзема Южното Черноморие. През 1332 година Иван-Александър побеждава император Андроник III Палеолог западно от днешния Бургас в последната голяма битка между Българското царство и Византия – Битката при Русокастро. В началото на XIII век регионът е опустошен от Каталанската компания.

### Под османска власт и първо писмено споменаване
Деултум, Скафида и Порос са завладени от османските турци, начело със султан Мурад I през 1367/1368 година, но превзети по-късно от Амадей VI Савойски, който ги предоставя на Византия. В началото на 1453 година, малко преди падането на Константинопол те, заедно с други градове по Южното Черноморие, са последните български територии, които падат под османско владичество. Деултум е окончателно разрушен и не може да се възстанови през следващите столетия. Термополис и Пиргос са запазени, а първият турски султан Сюлейман I (1520 – 1566) заповядва изграждането на нова баня (хамам) върху полуразрушените римски басейни. При Порос, който става част от Анхиалската кааза, султан Баязид II изгражда за нуждите на султанския двор чифлик, а за корабоплаването – фар.
Най-ранният писмен документ, споменаващ Бургас точно на мястото на днешния център, е османският регистър (дефтер) от 1603/4 година. В него се споменава за пристанището Пиргос (искеле-и Пиргос), което е част от вакъфа на Искендер паша и се намира в Айтоската кааза (околия), където е до вилаетската реформа от 1864 година. През 1639 и 1646/47 отново е споменато пристанището. Въпреки разрушаването на античната водопроводна мрежа и недостига на вода, Пиргос е използван за база на османския флот. Сладководна вода се пренасяла с каруци или на гръб от близки извори и съхранявала в големи съдове в близост до пристанището.
Едно от първите писмени сведения за града през този период оставя османският пътешественик Хаджи Калфа, посетил града в средата на XVII век и го отбелязал с името Бургас. В периода след Битката при Лепанто през 1571 година Пиргос е важен корабостроителен център. Пътешественикът Евлия Челеби споменава през 1656 година за две пристанища в селището: едно при Порос за големите и другото при Пиргос, в района на днешното пристанище, за по-малките кораби. Както османският хронист Хаджи Али пише в своя походен дневник (Fethname-i Kamaniçe), султан Мехмед IV посещава през 1672/73 година Термополис на път за Полша (виж Полско-турска война (1672-1676)). През 1673 година една част от арменците, депортирани от района на бойните действия, се заселват в Бургас. Те са посетени две години по-късно от арменския архиепископ Мардирос Кримечи, оставил кратко описание на града.
В средата на XVII век градът започва да се разраства благодарение на търговията и износа на зърно. 
През 1738 г. населението на Бургас, както на всички важни градове в европейската част на Османската империя, е преобладаващо турско. Лафит-Клаве, който посещава региона през 1784 година, определя Бургас като стратегически важен, най-голям град в залива и определя първи името на залива като Бургаски, със забележката, че преди това е известен като Порос. Езерото западно от града той нарича Бургаско, а неговата река-отток Бургаска. Няколко западни дипломати, между които Венцел Едлер фон Брогнард (1786) и Шарл дьо Пейсонел (1787) описват Бургас в този период като касаба (малък град) с 1100 – 1200 къщи и като важен търговски център и място за претоварване на селскостопански продукти от източната част на Тракия. Бургас е по това време център на крайбрежието от Ахтопол до Гюзекен и разполага с Бургаското киле – собствена мерна единица за измерване на зърно.
С оттеглянето на руските войски след края на Руско-турската война от 1828 – 1829 г. по-голямата част от българското населението на Странджа и крайбрежието напуска родните си домове и следвайки армията извън пределите на България, се заселва в Украйна, Молдова, Бесарабия и други територии на Руската империя. В следващите години се завръща част от турското население, избягало преди войната. В изоставените селища постепенно се заселват българи от вътрешността на страната, които под влиянието на гръцките учители и свещеници постепенно се погърчват.
Между 1854 и 1864 Бургас е част от Анхиалската кааза в Силистренския санджак. По време на Танзимата (1840 – 1864) се обособява самостоятелна кааза с център Бургас в Сливенския санджак. За целта към каза Пиргос се прехвърлят селищата от Ахиалската и Русокастренска кааза. Като административен център Бургас се управлява от каймакам, към който според Закона за вилаетите се създава и околийски съвет, в заседанията на който според Хатихумаюна участват и немюсюлманските общности, включително и българи. Този административен статут се запазва до Освобождението.
В резултат на новата обстановка от началото на 60-те години на XIX в. за Бургас започва период на бурно стопанско и културно развитие, който прекъсва за кратко само по време на Руско-турската война (1877 – 1878), за да продължи след това с още по-голяма динамика. През 1860 г. в Бургас се построява телеграфна станция, която обслужва района към Сливен, Варна и Цариград. Телеграфната връзка с османската столица и с двата по-големи съседни града: Сливен и Варна (първият от които е един от най-значимите в цялата империя производителен център на занаятчийски изделия и на текстил), както и пристанището (главен износен пункт на цяла Североизточна България и важен за транзитната търговия на голяма част на земите от Долния Дунав) дават нов тласък за развитието на търговията в Бургас и повишават значението на града като главно черноморско пристанище за цяла Южна България.
Основите на народната просвета в Бургас са положени през 1865, когато в Атанасово (днес комплекс Изгрев) е открито първото българско училище в града. Дотогава в града действа само едно гръцко училище. Българското училище е частно, издържано от училищни такси и дарения под всякаква форма. Обучението се извършва по програмата на старите килийни училища. Учебните предмети се преподават по църковните книги: филида, октоих, псалтир, апостол, църковно пеене, писане и четирите аритметични действия.
В края на 1867 г. в Бургас се заселва изгонения от Созопол поп Георги Стоянов Джелепов. Той дава силен тласък на борбата за независима българска църква и народното просвещение в пристанищния град. На 11 май 1868 г. поп Георги представя на първенците в Бургас въпроса за откриване на българска църква и училище. За осъществяването на тази идея е създадена от Димитър Бракалов, Яни Русалиев, Койчо Райков, Никола Камбуров и Сава Хаджидечев самостоятелна българска община, която огранизира подписка за събиране на волни пожертвования от българското население в града, а самия Джелепов дава една от стаите на своята къща за основаване на българско класно училище. Така през 1869 година в Бургас се откриват българско класно училище и църква на мястото на днешния храм „Св. св. Кирил и Методий“, въпреки силната съпротива на гръцките митрополити от Анхиало и Созопол.
Въпреки че населението на Бургас не взема участие във въоръжените борби за освобождението на България, през града минат важни канали за комуникация и пренос на оръжие на Вътрешната революционна организация, а революционерите Васил Левски и Панайот Хитов на няколко пъти посещават града.
По време на борбата за българска църковна и държавна независимост през 1869 година в Бургас се откриват българско училище и църква на мястото на днешния храм „Св. св. Кирил и Методий“. Въпреки че населението на Бургас не взема участие във въоръжените борби за освобождението на България, през града минават важни канали за комуникация и пренос на оръжие на Вътрешната революционна организация, а революционерите Васил Левски и Панайот Хитов на няколко пъти посещават града.

### Главно пристанище на Източна Румелия и Съединението на България (1878– 1885)
По време на Руско–турската война от 1877/78 година Бургас е използван от османската армия като логистичен център. Към края на войната през пристанището се изтегля и многобройно турско и черкезко население, сред което и това на Бургас. Последните 2000 турски войници и 4 оръдия са били натоварени на гемии в края на декември 1877 година. С подписването на Одринското примирие Бургас остава извън границите на бъдеща България, като за демаркационната линия между двете армии било определено билото на Източна Стара планина, което достига Черно море северно от Несебър. Така в началото на 1878 в Бургас и околните селища вече няма официални представители на турския султан, което води до безчинствата на башибозушките и черкезки банди. На масови кланета са подложени жителите на Карнобат и Българово. Бургас е спасен благодарение на Руфат Ефенди, османския комендант на Бургаското пристанище.
На 6 февруари 1878 година, „летящ отряд“ под командването на полк. Лермонтов, имащ за задача да осигури на руския флот достъп до бургаското пристанище като заеме позиции в Бургаския залив и спре нахлуващите от север през Дюленския проход черкези и дезертирали турски войници, освобождава Бургас. По това време в него живеят около 2950 души, основно арменци, евреи, българи, гърци и гъркомани. За първи кмет на освободения град е назначен Нико Попов. На бургаския бряг руските войски изграждат в следващите месеци военна болница, която е под ръководството на Александра Лермонтова и остават в града до средата на 1879 година.
С изпълнението на Берлинския договор от 1878 година Бургас става един от 6-те административни центрове на османската провинция Източна Румелия. По силата на договора в града се завръща и част от турското население. Решенията на Общината са обявявани на български, гръцки и османски. Въпреки липсата на вода, градът е важен търговски център и единственото голямо пристанище на Източна Румелия, а икономическото развитие привлича бежанци от Източна Тракия и Странджа планина – територии, които остават под османска власт. През 1880 година е открито читалище „Пробуда“, а на 20 юли 1885 година в Бургас излиза Бургаски вестник – първият бургаски седмичник.
Градът остава османски до септември 1885 година, когато след военен преврат Източна Румелия се съединява с Княжество България. Съединението на България е посрещнато с неодобрението на Русия и е срещу интересите ѝ да контролира Балканите. В последвалата Сръбско-българска война взимат участие и граждани от Бургас. Въпреки че Букурещки договор от 19 февруари 1886 година възстановява статуквото, руският цар Александър III не е удовлетворен и отказва да признае Александър Батенберг за владетел на Обединена България. Така в следващите месеци и години руската дипломация организира и подпомага организирането на заговори срещу България. Турското правителство от своя страна иска като предварително условие за нормализиране на отношенията, поставянето на бургаското пристанище под турска администрация, което е отхвърлено от българския княз.
В началото на май 1886 година е осуетен заговор в Бургас под ръководството на руския офицер Николай Набоков срещу Александър Батенберг, който е на посещение в града. След разкритието заговорниците успяват да се укрият в руското представителство в града и да избягат ненаказани. Въпреки че проруските политически групи в страната (цанковисти и лъжесъединисти) свалят от престола княз Александър I, с помощта на Стефан Стамболов и румелийската войска той успява да се върне отново на трона. През октомври същата година в Бургас избухва отново под ръководството на Набоков военен бунт, подкрепен от руски военен кораб. За смазването на бунта Стамболов изпраща Коста Паница, който с помощта на Айтоския отряд успява да сложи край на русофилските заговори срещу Съединението в Бургас.

### Икономически възход и бежански лагер на България (1891– 1913)
След Освобождението Бургас застава на първо място след София по относителен дял на темпове и мащаби на развитие в сравнение с други български градове. През 1887 г. населението на града е 5700 души. Бурното развитие намира израз в приетия през 1891 година първи строителен план на Бургас. Той затвърждава изграждането на нови обществени сгради по западен образец в града, което променя неговия ориенталски облик. Още през 1881 г. е изградена градската библиотека, през 1891 г.  Морската градина и през 1897 г. започва строежът на катедралата Св. св. Кирил и Методий. През 1895 година Георги Иванов отваря първата печатница в Бургас, последван от печатницата на Хр. Велчев, която е преименувана през 1900 година на Печатница Братя Велчеви. На 27 май 1890 година тържествено се открива в Бургас жп линията Бургас – Пловдив. Важен етап от икономическото развитие на Бургас бележи и изграждането на морското пристанище, което е открито на 18 май 1903 година. През тези години в Бургас се създават 151 индустриални предприятия, между които Фабрика за захарни изделия и растителни масла на Аврам Чальовски, Големите български мелници на Иван Хаджипетров, сапунената фабрика Камбана, Фабрика за рибни консерви и др.
Редица красиви сгради в Бургас – хотел „Империал“, „Модерен театър“, къщите на Йови Воденичаров, Йонидис, Иван Хаджипетров, Исак Презенти, братя Калиманови, Стефан Родев и др., катедралата „Св. св. Кирил и Методи“, сградата на музея „Петя Дубарова“ са проектирани от италианския архитект Рикардо Тоскани (между 1897 и 1926 г.).
Със създаването на Българската екзархия през 1870 година Българската православна църква успява да възстанови своята независимост, но няколко градове на западния бряг на Черно море остават под управлението на Цариградската патриаршия. През 1900 година Цариградската патриаршия предава последните църкви и манастири, но това не навсякъде става мирно. През 1905 година след дълги протести манастирът „Света Анастасия“ е предаден на българската патриаршия. Преди този акт игуменът на манастира прави опит да продаде манастирското съкровище, което предизвиква брожение и протести в Бургас и само намесата на жандармерията предпазва гръцкото население от погроми.
След Съединението за десетилетия градът и окръгът се превръщат в най-големия бежански лагер на България. След Илинденско-Преображенското въстание и особено след Междусъюзническата война от 1913 година градът и регионът се напълват с бежанци от Източна Тракия. Още на 29 януари 1895 година бежанци от Македония създават в Бургас Македонско дружество, наречено Пирин планина, в което членуват и емигранти от Одринско. На 12 май 1896 година, по подобие на него и по инициатива на Капитан Петко войвода и братята Петър и Никола Драгулеви във Варна се създава Одринско преселенско дружество Странджа. През месец декември същата година се изгражда и негов клон в Бургас. На 2 септември 1902 година двете организации в Бургас се обединяват в Македоно-одринско дружество. В Бургас се основават и Македоно-одринското опълченско дружество, Македонското благотворително братство „Димитър Михайлов“, Македонското женско културно-просветно и благотворително дружество „Менча Кърничева“, Македонският младежки сговор „Пелистер“ и други организации. Като организационен център на бежанците по това време служи Минковият хан, разположен на днешната улица „Фердинандова“ 63.
През 1906 година действията на гръцките андарти в Македония водят до безредици и погроми срещу гръцкото население в пренаселения с бежанци град и регион. В Бургас гръцката църква и училище са отчуждени, а гръцкото население емигрира през следващите години основно в Константинопол. През 1906 г. създадената година по-рано Търговска гимназия се премества в бившите помещения на гръцкото училище. По това време в града работят още по едно арменско, турско и френско частно училище.

### От Балканската война до 30-те години на XX в. (1912– 1934)
При избухването на Балканската война в Бургас от 65 доброволци е сформирана Първа рота на 12-а Лозенградска дружина от Македоно-одринското опълчение под ръководството на Луи Айер. На 18 октомври 1912 година градът е обстрелван от османския флот, който изгражда в Бургаския залив морска блокада. Блокадата е снета на 8 ноември през същата година.
След загубената Междусъюзническа война и след загубата на Първата световна война броят на бежанците в Бургас отново нараства, като по непълни данни на бившата Дирекция за настаняване на бежанските семейства в България, до 1931 година в Бургаски окръг са заселени най-много – 12 155 семейства, като общият им брой възлиза на над 60 хиляди души, две трети от които от Източна Тракия. Останалата част са бежанци от Егейска Македония, основно от района на Енидже Вардар. Те пристигат в периода 1923 – 25 година и са заселени в Бургас и по крайбрежните селища на север от града. На тяхно място за Гърция заминават по-голямата част от гърчеещите се жители от региона. Още преди войните, през 1912 г. бил обновен фарът на остров Света Анастасия. В северната му част била изградена железобетонна фарова кула и служебно жилище за фаропазачите. Височината на фаровата кула от терена била 9,10 м., а светилото – на 21,70 м. от морското ниво. Фаровият апарат бил демонтиран от старата кула на остров Свети Иван. Осветлението му се осъществявало с помощта на двуфитилни петролни лампи. Огънят бил запален за първи път на 13 юни 1914 г. и се виждал на разстояние от 6 морски мили. През периода 1910 – 1919 г. се планирало фарът на Света Анастасия да бъде снабден с модерни камбани. Чак през 1925 – 1926 г. такова съоръжение било поставено на входа на Пристанище Бургас.
През 1918 година Цистерцианския орден, който се грижи за бежанците в Бургас, отваря девически интернат в града. Въпреки тежкото икономическо състояние на бежанците започва икономически подем в града. През 1920 година Бургас наброява около 21 000 души и е отново главното българско пристанище за износ на зърно и български продукти, а до средата на 1930-те изпреварва Варненското и при вноса. През 1922 година швейцарското дружество AG für Handel und Industriewerte получава 25-годишна концесия за индустриален добив на сол в Атанасовското езеро. Две години по-късно, през 1924 година в Бургас е открита с Девеко (днес ХемусМарк АД) единствената фабрика за моливи в Югоизточна Европа, а година по-късно отваря врати Държавното механотехническо училище.
През зимата на 1928/29 година Бургаският залив замръзва, което позволява в края на януари и началото на февруари 1929 преминаването от Бургас до остров Света Анастасия с файтони. Няколко години по-късно, през 1934 година жителите на града наброяват 34 260 души.

### Съветска окупация и управление на БКП (1944– 1989)
Вестта за нахлуването на Червената армия на 7 септември 1944 г. в територията на Царство България идва в Бургас по телеграфа, по телефона и по радиото. На 8 септември 1944 г. в акваторията на Бургас каца съветски хидроплан. На същата дата на Бургаското летище в качеството си на радист Данаил Денев посреща първия съветски разузнавателен самолет, пилотиран от майор Серцов и сътрудника му Середин.
На 9 септември 1944 година Бургас е окупиран от съветски войски, които завземат бургаското летище и пристанище, а представители на царската власт биват екзекутирани. През периода 16-19 септември 1944 г. в гарнизона в Бургас, в резултат от отравяне с метилов алкохол са засегнати около 190 съветски войници, от които 42-ма са починали.
Сред жертвите на последвалите два състава на Народния съд в Бургас се отличават представителите на всички богати и състоятелни бургаски фамилии, бургаската интелигенция и членове на Бургаската адвокатска колегия. По това време в града работят заедно с Бургаските минерални бани шест частни бани и една общинска морска баня. След края на Втората световна война еврейската организация Хагана организира корабни конвои за преживелите Холокоста, които отплават от Бургас в посока Палестина. С тези конвои се изселва и еврейското население на Бургас. В следващите години комунистическото управление на БКП национализира над 160 фабрики и частни предприятия, баните, магазините, а неспособността на комунистите да ги управляват води до недостиг на храна, дрехи, топливо и друго продоволствие. Затварят се Народният университет, синагогата, Немската и Италианската гимназия. Тоталната национализация нарушава естествения ритъм на стопанското развитие в Бургас, а политическите репресии продължават и след това. На 29 юни 1947 г. в Бургас каца първият пътнически самолет Ю-52, прелетял внушителното за онова време разстояние от София до Бургас. Това събитие, състояло се под непосредственото наблюдение на министър-председателя на Народна република България – Георги Димитров, е всъщност първият пътнически полет на Българската гражданска авиация.
През 1956 г. в града живеят 79 091 души.
През 50-те и 60-те години на ХХ век са построени заводи от химическата и нефтопреработвателната индустрия, най-голям от които е Нефто-химически комбинат. Индустриализацията води до допълнителен прираст на населението и през 1960 г. отново е отворена Немската гимназия. През 1965 г. в града вече живеят 117 517 души. Между 1970 и 1973 година архитектурното студио ИПП Главпроект изработва нов план за развитие и разширение на града по „социалистическия модел“. През следващите години по него са изградени жилищните комплекси Изгрев, Зорница, Петко Славейков и Меден рудник, където и днес доминират сгради от този период. В комплекс Славейков през 1980 година е построен блок 55, който с 23 входа и 482 м се превръща в най-дългия жилищен блок в България и е удостоен със званието „социалистическа гордост“. В този период централните общински Хали са заменени от нова двуетажна сграда и преименувани на Краснодар. Друга емблематична сграда от този период е жилищният блок 77 в квартал Лазур (тогава под името Толбухин), известен в Бургас като Краставицата.
През 1976 година към Бургас е присъединено селото Меден рудник, като в следващите години до него е построен най-големият бургаски квартал, който е отделен от останалата част на Бургас чрез Бургаското и Мандренското езеро, а бившето село става един от микрорайоните на новия комплекс. 
Населението на Бургас към 4 декември 1985 година по данни на НСИ е 182 338 жители. От 1987 до 1991 година към Бургас са присъединени други пет общински села. Те са различно отдалечени от центъра на Бургас, причина за която е географското положение на Бургас, разположен между три езера на запад и Черно море на изток.

### Развитие през посткомунизма
След падането на комунизма през 1989 година настъпва промяна на архитектурата и облика на града. Въпреки това архитектурата на Бургас, особено в периферията, е белязана от разширяването на града по време на комунистическата епоха, когато бившите бежански лагери са трансформирани в жилищни комплекси, а в по-младите квартали все още могат да се срещнат така наречените шаронски къщи. 
На 28 февруари 2008 година бургаският Общински съвет признава геноцида над арменския народ в Османската империя в периода 1915 – 1922 година. През декември същата година пред Бургаския административен съд за първи път в България е заведено дело по електронен път.
През 2011 година Бургас печели приза Най-добър град за живеене в България, както и Най-зеленият български град. През 2013 година Бургас за втори път печели приза Най-добър град за живеене в България.
През 2015 г. е открит 245 метра дълъг тунел (подземна улица) под централния площад Тройката, свързващ улиците „Генерал Гурко“ и „Княз Борис“, a три години по-късно, на 11 май 2018 г. е открит плувен комплекс Арена ОЗК.
През пролетта на 2023 г. се пуска в експлоатация Северния обход на Бургас в посока София и квартал Сарафово, а оттам към курортите и населените места в северната част на Бургаска област, а на 18 май същата година е завършена и открита многофункционалната зала Арена Бургас.

### Бъдещо развитие
Бъдещото развитие на града е свързано с отваряне на Бургас към морето и езерата. В този контекст се дискутира проектът Супер Бургас. През следващите години трябва да се реализират също проекти за обществен велосипеден транспорт, за извеждането на тежкия трафик от централната част на града, за възстановяването на остров Света Анастасия и мостика, както и за рехабилитирането на историческия център. Предвидено е изграждането на два нови парка в комплекс „Меден рудник“, нови спортни игрища в квартал Долно Езерово и в Борисовата градина и нов спортен комплекс на открито в „Меден рудник“, който ще е най-големият в града.

### Атентати в Бургас
- На 9 септември 1982 г., Тайната армия за освобождение на Армения извършва атентат в Бургас срещу Бора Сюелкан, административно аташе на турския консул в града.
- На 18 юли 2012 г. в 17:23 часа е взривена бомба в автобус с израелски туристи на паркинга на летище „Бургас“, при което загиват 7 души и 35 са ранени.[111][112]

## Население

### Численост на населението
Численост на населението според преброяванията през годините:
| \| Година на преброяване \| Численост \| \| --------------------- \| --------- \| \| 1887 \| 5700 \| \| 1910 \| 14 900 \| \| 1934 \| 41 628 \| \| 1946 \| 51 323 \| \| 1956 \| 79 091 \| \| 1965 \| 117 517 \| \| 1975 \| 162 756 \| \| 1985 \| 182 338 \| \| 1992 \| 195 686 \| \| 2001 \| 192 831 \| \| 2011 \| 200 271 \| \| 2021 \| 189 741 \| |           |
| Година на преброяване | Численост |
| 1887 | 5700      |
| 1910 | 14 900    |
| 1934 | 41 628    |
| 1946 | 51 323    |
| 1956 | 79 091    |
| 1965 | 117 517   |
| 1975 | 162 756   |
| 1985 | 182 338   |
| 1992 | 195 686   |
| 2001 | 192 831   |
| 2011 | 200 271   |
| 2021 | 189 741   |

Със своите около 200 хиляди жители (данни по настоящ адрес) Бургас се нарежда на четвърто място по численост на населението в страната след София, Пловдив и Варна. Но според данните на НСИ към 1 януари 2009 година Бургас има 188 861 жители. Подобна разлика има и за цяла България, която по настоящ адрес има 8 042 905 жители, но реално живеещите в страната са 7 606 551 жители по данни на НСИ към 1 януари 2009 година. За една от причините може да се счита миграцията на част от населението на Бургас в чужбина или други български населени места, които обаче не са променили бургаската си регистрация. Въпреки това за периода между двете преброявания през 2001 и 2011 година Бургас е един от четирите областни градове, които имат положителен прираст на населението.
На 12 ноември 1987 година са присъединени 4 села – Горно Езерово, Лозово, Крайморие и Сарафово. През 1991 година е присъединено село Долно Езерово с население 5685 души. С решение на Министерския съвет през 2009 година се одобрява решението на Общинския съвет в Бургас за присъединяване на общинските села Банево и Ветрен (със старо име Житарово) като квартали на града. Някои от новоприсъединените квартали на Бургас като Сарафово, Крайморие, „Меден рудник“ са били в миналото бежански лагери, като са приютявали тракийски и македонски българи след Балканските войни (1912/13).
През 2015 г. дотогавашните села Рудник и  Черно море стават квартали на града.
В следната таблица са посочени данните за населението на Бургас за дадената година и според съответната територия, която е заемал по това време, като данните могат да бъдат от преброявания (¹), приблизителна оценка (²) или статистически данни на съответните държавните институции (³).
| Година | 1887                          | 1910  | 1934  | 1946  | 1956  | 1965   | 1975   | 1985   | 1992   | 2001   | 2005   | 2009   | 2011   | 2013   | 2016   | 2017   | 2018   | 2019   |
| Население | 5700                          | 14900 | 36200 | 44400 | 79100 | 106100 | 148700 | 182300 | 195686 | 192390 | 189245 | 193765 | 200271 | 199364 | 202766 | 202694 | 202434 | 201779 |
| | Най-голям брой 219 200 в 2013 |       |       |       |       |        |        |        |        |        |        |        |        |        |        |        |        |        |
| Източници: Национален статистически институт, „citypopulation.de“, „pop-stat.mashke.org“, Географски институт при БАН |                               |       |       |       |       |        |        |        |        |        |        |        |        |        |        |        |        |        |

### Етнически състав
Според първото преброяване, проведено в България след влизането на страната в ЕС през 2011 година, за първи път запитващите имат възможност да отговорят доброволно на въпросите за етническа и религиозна принадлежност, както и за майчин език. Така в Бургас на въпроса за етническата принадлежност отговарят само 181 116 души, 171 898 от тях се определят като българи, 3800 като турци, 1330 като роми и 666 посочват, че имат друга етническа принадлежност (немска, руска или друга).
Страхувайки се от широката дискриминация спрямо ромите, те предпочитат често да посочват етническа принадлежност към мнозинството на местното население. По този начин те влияят върху броя на турците и по-малко върху този на българите в Бургас. От данните също не може да се определи действителният брой на арменците.

### Религия
В Бургас се намира архиерейско наместничество на Сливенската епархия. Бургаската духовна околия е с център гр. Бургас. Архиерейски наместник в Бургас е ставрофорен иконом Борис Игнатов.
Най-голямата религиозна общност е тази на българските православни християни, следвана от мюсюлманската, като Бургас е единственият голям български град, в който тази общност няма собствен храм. Други религиозни общности в града са българските католици и православните арменци, както и конгрешанска община, част от Съюза на евангелските съборни църкви, Евангелската методистка епископална църква, както и Евангелска петдесятна църква Бургас, основана през лятото на 1920 г.

## Управление

### Кметове от 1990 г.
След демократичните промени през ноември 1989 година за кмет на град Бургас е назначен през декември Никола Александров. Той остава в длъжност до септември 1990 година, когато е сменен от Атанас Демирев. Демирев ръководи временната управа на Бургас до смъртта си през май 1991 година. На първите демократични избори през октомври същата година за кмет на Бургас е избран Продан Проданов от листата на Съюза на демократичните сили. Неговият мандат, който свършва през ноември 1995, се запомня с политическата конфронтация с бившите комунисти и централната власт, както и с бюджетния дефицит на Община Бургас. На местните избори през 1995 година Проданов е победен от представителя на бившите комунисти, Йоан Костадинов.
Костадинов е преизбран на местните избори през 1999 и 2003 година и е един от най-дълго управлявалите кметове на България. На изборите за местен парламент през 2007 година Костадинов е като независим кандидат, подкрепен от Съюза на тракийските дружества в България, но не успява да спечели. Изборите са спечелени от младия Димитър Николов във втори тур, където успява да победи кандидата на националистите Валери Симеонов. На местните избори на 23 октомври 2011 година Димитър Николов печели втори мандат още на първи тур със 70,86 на сто от гласовете. Втори с 11,25 на сто остава отново Валери Симеонов. На изборите от 25 октомври 2015 година Димитър Николов печели трети мандат на първи тур с 84 на сто от гласовете. Втори, с 6,17 на сто, остава кандидатът на НФСБ д-р Бойко Миразчийски. На изборите от 27 октомври 2019 година Димитър Николов печели четвърти мандат на първи тур с	65,83 на сто или 48 005 гласа. Втори, с 10,18 на сто или 7425 гласа, остава кандидатът на БСП Николай Тишев.

### Общински съвет
Според „Закона за местното управление и местната администрация“ управлението на община Бургас е със структура, съставена от кмет и общински съвет от 51 съветници. Съставните населени места имат изборен кмет или кметски наместник. Общинският съвет приема основните наредби и правилници, които действат на територията на община Бургас. Общинските съветници и кметът имат право на инициатива за внасяне на предложения. Обсъждането е в постоянните комисии на Общинския съвет и неговата сесия. Изпълнението на взетите решения от общинския съвет се осъществява от общинската администрация. На всеки четири години се избира нов общински съвет и кмет, като следващите избори са предвидени за 2023 година. Разпределението на местата в Общинския съвет след последните избори от 27 октомври 2019 година, е следното:
| Партия | Партия                           | Изборен резултат | Получени гласове | Места |
| ------ | -------------------------------- | ---------------- | ---------------- | ----- |
|        | ГЕРБ                             | 65,83%           | 48 005           | 24    |
|        | Българска социалистическа партия | 10,18%           | 7425             | 7     |
|        | Средна европейска класа          | 9,27%            | 5907             | 5     |
|        | ДБГ                              | 6,71%            | 4277             | 4     |
|        | Демократична България            | 3,82%            | 2438             | 2     |
|        | Местна коалиция Ние, Гражданите  | 3,29%            | —                | 2     |
|        | Възраждане                       | 3,27%            | —                | 2     |
|        | НФСБ                             | 3,25%            | —                | 2     |
|        | Съюз на демократичните сили      | 3,01%            | —                | 2     |
|        | Движение за права и свободи      | 2,85%            | —                | 1     |
|        | Общо                             |                  |                  | 51    |

### Административно-териториално деление
Бургас се състои от централната част, жилищни комплекси, квартали, вилно и рибарско селище. Една част от тях исторически се срастват с града, други са били преди това съставни селища на община Бургас, трети стават част от града след административни реформи. Освен централната градска част (ЦГЧ), като централни се числят комплексите Братя Миладинови, Възраждане и Лазур. Другите части на града са жилищните комплекси Меден рудник, Петко Славейков, Зорница, Изгрев, както и кварталите Черно море, Рудник, Акациите, Банево, Ветрен, Горно Езерово, Долно Езерово, Лозово, Победа, Сарафово, Крайморие. Ексклави на Бургас е рибарското селище Ченгене скеле в парк Росенец, вилно селище Отманлии в местността Алатепе и остров Света Анастасия.
Бургас е разделен на шест Териториални дирекции (ТД):
- ТД „Възраждане“, включваща к-с „Меден рудник“, кв. „Победа“, кв. „Акациите“, кв. „Горно Езерово“
- ТД „Изгрев“ – к-с Изгрев, к-с Зорница, кв. Сарафово
- ТД „Приморие“ – ЦГЧ, к-с Възраждане, кв. Крайморие, Рибарското селище в м. Ченгене скеле, Парк „Росенец“, м. Алатепе (вилно селище Отманлии)
- ТД „Освобождение“ – к-с Славейков, кв. Лозово, кв. Банево, кв. Ветрен
- ТД „Зора“ – к-с Лазур, к-с Братя Миладинови
- ТД „Долно Езерово“ – кв. Долно Езерово

През юли 2011 година е приет нов Общ устройствен план (ОУП), според който градът трябва да се отвори към морето и езерата и включва няколко нови жилищни комплекса.

### Герб и знаме
Гербът на Бургас съчетава на син щит някои исторически факти за града. Така изобразеният лъв символизира смелостта на хората, които са се заселили в това трудно за живеене място, а рибната му опашка – изобилието на риба. Лъвът държи в ръцете си кула, като символ на кулата, от която произлиза името на Бургас. Над синия щит са изобразени две каравели, които символизират Бургас като старо и едно от най-важните пристанища на Черноморското крайбрежие.
Цветовете на знамето на Бургас са синьо и бяло.

### Чуждестранни консулства, членство в международни организации
В Бургас се намира генерално консулство на Турция и почетните консулства на Беларус, Грузия, Индия, Румъния, Русия, Сиера Леоне и Украйна. През 2004 година в града е открит Черноморският граничен координационен и информационен център, който осъществява сътрудничество между органите за гранична охрана на държавите от Черноморския басейн по отношение на граничния контрол.
Бургас е член в 12 международни организации, между които Конвент на кметовете, Eurocities, ICLEI и BALCINET. Градът има свое представителство и в Брюксел.

### Побратимени градове
Бургас е побратимен град със следните градове:
| - Александруполис, Гърция - Батуми, Грузия - Гомел, Беларус - кметство Саръйер, част от община Истанбул, Турция - Краснодар, Русия - Гданск, Полша - Ла Сейба, Хондурас | - Мишколц, Унгария - Югозападен Московски Район, Русия - Ротердам, Нидерландия - Ялова, Турция - Янтай, Китай - Братислава, Словакия - Ярославъл, Русия (2018) |

## Икономика
Бургас днес е един от важните икономически и индустриални центрове на България. Градът, наред със София, е един от основните елементи в България на бъдещата опорна европейска транспортна мрежа (TEN-T) на ЕС, която включва изграждането на жп и шосейна инфраструктура и развитието на Пристанище Бургас. Пристанищен град, със собствено международно летище, както и много добре развита наземна инфраструктура, напълно завършено пристанище от индустриална гледна точка, добър достъп до суровини, както и близката рафинерия, той се отличава с високо ниво на индустриализация. Структурата на икономиката е доминирана от търговията, промишленост (хранително-вкусова, нефтопреработвателната, дървопреработвателната и машиностроене), услуги, туризъм и транспорт. Заради развитата индустрия, търговия, туризъм и промишленост, градът предлага конкурентно заплащане и възможности за професионално развитие, характерни за София, Варна и Пловдив.
Бургас е център на българската риболовна и рибопреработвателната промишленост. 80% от българския риболов се извършва от бургаски фирми. В ареала на бургаското пристанище са построени за тази цел едни от най-големите хладилни складове в България. Консервната фабрика Славянка, Черноморски риболов и Atlantic Group са от по-големите представители на рибопреработвателния бранш. Други по-големи фирми от хранително-вкусовата промишленост са производителят на захарни изделия Победа АД, производителят на ядки Торнадо Комерс, производителите на хляб и хлебни изделия Бургас хляб и Хляб и хлебни изделия, Бургаско (бира), която е в производство от 1971 г. и Феста Холдинг.
След вълната на национализация в края на 1940-те, довела до затварянето на фабрики и въвеждането на плановата икономика от средата на 1950-те, в Бургас се изграждат предимно заводи от химическата и нефтопреработвателната индустрия. От по-големите фирми в този сектор са ХемусМарк и Нефтохомическия комбинат (НХК). ХемусМарк е наследник на фабриката за моливи Девеко, създадена през 1924 година и станала от 1937 година придворен доставчик. През 2007 година ХемусМарк АД е закупена от Кох-и-ноор, бургаското дружество е поставено под управлението на софийския клон на чешката компания, а производството в Бургас преустановено. С капацитет за обработка 176 800 барела петрол на ден, построеният през 1964 година НХК (днес Лукойл Нефтохим Бургас) е най-голямата рафинерия в Югоизточна Европа. От 1999 тя принадлежи на руската компания Лукойл, която в края на януари 2012 година обяви допълнителни инвестиции до 2015 година в размер 1,5 млрд. щатски долара и създаването на 3000 нови работни места.
В Бургас е седалището на производителя на стомана, стоманени елементи и стоманени ребра Промет АД. Стоманодобивният завод има капацитет от 0,8 милиона тона годишно. По-големите компании в машиностроенето включват: Булярд – Корабостроителна индустрия, Бургаски корабостроителници, Кораборемонтен завод Бургас, производителя на товарни вагони Трансвагон, Елкабел и др. Фирми от дървообработващата промишленост са Кроношпан, Детелина и Дограма, които обработват дървесина от близките Стара планина и Странджа. Строителството не е сред основните сектори на Бургас.
Част от промишлеността е съсредоточена в следните индустриалните зони:
- Промишлена зона – Север (728 хектара)
- Промишлена зона – к-с Меден рудник (260 хектара)
- Промишлена зона – кв. Победа (200 хектара)
- Промишлена зона – Юг (371 хектара)
- Промишлена зона – кв. Долно Езерово (100 хектара)
- Промишлена зона – кв. Сарафово (50 хектара)

Планирано е изграждането и на няколко големи индустриални зони, в които да се привлекат международни и фирми от „зелената икономика“. Инвестиционни намерения на австрийската Voestalpine с обем до пет милиарда евро, са замразени от началото на икономическата криза през 2009 година. Като допълнение към индустриалните зони се изгражда интермодален терминал, който ще е част от интегрираната транспортна мрежа на ЕС. С изграждането на „Супер Бургас“ ще бъде изграден и първият за страната интермодален пътнически терминал.
Търговията в града е силно развита, с изградени характерните за страната търговски центрове и филиали на всички национални търговски вериги. Голяма промяна в развитието на градския пейзаж и на градската среда с дългосрочни последици за качеството на живот оказва разширението на града в източна посока и изграждането на търговски центрове от нов тип, примери са двата мола в града: Grand Plaza Mall и Galleria Burgas. Наред с тях в централната градска част продължават да функционират няколкоетажни търговски центрове като Трия и Безистена. Свободна безмитна зона в Бургас е единствената на българското Черноморие. През 2010 година е открит с площ от 16 дка един от най-модерните пазари на плодове и зеленчуци в България, като покритите площи са 3.5 дка и са построени според стандарти на ЕС.
В Бургаските езера се добива сол от праисторически времена. Днес той е единственият регион в България, където се добива морска сол. В близост до Бургас се намира един от най-големите винарски региони в страната, солници, мини за медна и желязна руда, за кафяви въглища и златни мини.
В последните години в Бургас се развиват културният и фестивалният туризъм и градът изпреварва като туристическа дестинация Варна. Според Euromonitor International градът е посетен през 2009 година от около 1,71 млн. а през 2010 година от около 1,54 млн. туристи.

## Инфраструктура
Бургаският затвор е един от най-големите в страната и обслужва областите Бургас, Сливен и Ямбол.

### Транспорт

#### Воден транспорт
Пристанище Бургас, с 19 корабни места с максимално допустимо газене от 12,3 метра, е второто по големина пристанище в България. Пристанищен район Бургас в миналото е обработвал 60% от товарите по море. но в последните години Пристанище Варна обработва над 50% от всички товари (морски и речни).
Пристанищният комплекс в Бургас е разделен на три: Пристанище Бургас, Рибно пристанище и Нефтено пристанище (или пристанище Росенец, което е разположено на юг от града в залива Ченгеле скеле). Пристанище Бургас е разделено на няколко терминала, като там са разположени също контейнерен терминал, Бургаските корабостроителници и Кораборемонтният завод. Пристанищата на последните два, както и пристанището на фирма Трансстрой, са със специален режим на работа.
Други по-малки пристанища има в кварталите Сарафово и Крайморие, както и в така нареченото Рибарско селище в местността Ченгене скеле, което е най-голямата лодкостоянка на Черноморското крайбрежие и осигурява укритие при лошо време на повече от 1000 рибарски лодки. Предвижда се изграждането на рибарско пристанище и рибна борса в квартал Сарафово.
Южно от Бургас се намира Военноморска база Бургас, в която е разположен част от Българския военноморски флот.

#### Въздушен
Летище Бургас е отворено за гражданската авиация през 1947 година, когато на 29 юни е открита първата редовна въздушна линия между София и Бургас. Тази дата се счита и за рождената дата на българската гражданска авиация. Полетът с номер LZUNL r е осъществен с Junkers Ju 52/3m и летателен екипаж на Дирекция Въздушни съобщения – пилоти Никола Александров и Стефан Тосунов, борден механик Тодор Гургулиев и борден радист Павел Александров. По същото направление излита с официални лица и втори самолет Ли-2п с полетен номер LZ-LIA с екипаж Никола Дюлгеров, Иван Шивачев, Методи Наков и Георги Сергиев. Между 1962 и 1963 година се изгражда стоманенобетонна писта с дължина 2600 метра, която между 1977 и 1979 година е удължена на 3200 м. Преди отдаването на концесия през 2010 година, Летище Бургас заема площ от 2600 дка. Сградите за вътрешните линии и терминал изпращащи са изградени през 1974 година, а терминал пристигащи – през 1992. През 2011 година стартира ново разширение и изграждане на нов терминал, който е завършен през 2013 година.
Летището се използва също от българските ВВС и авиацията на НАТО.

#### Автомобилен
Бургас разполага с добра шосейна инфраструктура, като заради благоприятното си географско положение, през града преминават важни транзитни пътища. Той е начална точка на паневропейски транспортен коридор 8, който свързва Черно и Адриатическо море и на републиканския път I-6, който свързва Бургас през София с македонската граница. Градът е изходен пункт за 2 автомагистрали: автомагистрала Тракия и строящата се Черно море, както и разпределителен пункт на туристическия поток на Южното Черноморие. През града минават европейските пътища E87 и E773, както и републиканският път I-9. През 2012 година е подновен строежът на 4-лентовия път от Бургас – Сарафово до Слънчев бряг, който е част от I-9 и E87.

#### Обществен транспорт
Общественият транспорт в Бургас е добре развит. В града съществуват две тролейбусни (T1 и T2), 26 автобусни и 6 маршрутни линии. Общата дължина на трасето на градския транспорт е 490 km. Регионални, национални и редица международни дестинации за превоз на пътници се осъществяват от двете автобусни гари в града. Автогара Юг, която се намира в непосредствена близост до Централната жп гара, е начална спирка на междуградските връзки с всички населени места по Черноморското крайбрежие в областта, на автобусна линия 15 към Летище Бургас и на междуградските връзки с Варна. Автогара Запад обслужва пътниците от и за населените места от вътрешността на Бургаска област и страната, както и преминаващите през града автобуси, извършващи междуобластни превози. Автобусните връзки със София, както и международните дестинации като Истанбул, се извършват от двете автогари.
Общинският превозвач „БургасБус“ разполага с модерни автобуси и тролейбуси, изпълняващи превозите по градските линии на обществения транспорт. Към момента се оперират 39 соло автобуса „Соларис Урбино 12“ и 28 съчленени „Соларис Урбино 18“, доставени през 2013 година, 7 автобуса „Соларис Урбино 18 Метростайл“, доставени през 2017 г., 22 тролейбуса „Шкода Соларис“, 10 съчленени електробуса Irizar iebus 18, 11 соло електробуса Irizar iebus 12 и 12 броя 9 метрови електробуси YTONG ZK6890BEVG. Малка част от по-старите автобуси, обслужвали градските линии, в момента се използват за обслужване на крайградски линии.
В системата на градския пътнически транспорт основният превозвач е общинската Бургасбус. Други транспортни фирми, които обслужват вътрешноградски линии, са „Комфорт ООД“ (до 2016 г. оперират вече закритите линии 1, 2 и 2А), „Бургасволан 95“ (до 2013 г. оперират линия 17, вече закритите линии 25 и 101, и линия 7, но с изменен тогава маршрут), както и фирмите „М-Бус“ и „Ди Ес Бус“, които извършват междуградски превози. По-долу са изброени всички градски автобусни и тролейбусни линии, както и крайградските линии на общинската транспортна фирма Бургасбус.

### Градски автобусни линии
- Линия Б1 (бърза линия между Терминал „Изгрев“ и Терминал „Меден рудник“)
- Линия Б2 (бърза линия между Терминал „Славейков“ и Терминал „Меден рудник“)
- Линия Н (нощна линия)
- Линия Бо (сутрин, Захари Стоянов –Одрин – Терминал Славейков) и наобратно следобяд (Терминал Славейков – Одрин – Захари Стоянов)
- Линия 15 (Автогара „Юг“ – кв. Сарафово)
- Линия Б11 (Терминал „Изгрев“ – бул. „Демокрация“ – Терминал Меден рудник)
- Линия Б12 (Терминал „Славейков“ – бул. „Демокрация“ – Терминал „Меден рудник“)
- Линия 11 (Терминал „Славейков“ – ж.к. „Изгрев“ – ж.к. „Лазур“ – ж.к. „Възраждане“ – Автогара „Запад“ – Терминал „Славейков“)
- Линия 12 (Терминал „Славейков“ – Автогара „Запад“ – ж.к. „Възраждане“ – ж.к. „Лазур“ – ж.к. „Изгрев“ – Терминал „Славейков“)
- Линия 3 (Автогара „Запад“ – бул. „Демокрация“ – кв. Ветрен – кв. Банево)
- Линия 6 (Автогара „Запад“ – бул. „Демокрация“ – кв. „Черно море“ – кв. „Рудник“)
- Линия 7 (Автогара „Запад“ – кв. „Долно Езерово“)
- Линия 7A (Автогара „Запад“ – Терминал „Славейков“ – кв. „Лозово“)
- Линия 8 (Автогара „Запад“ – кв. „Победа“ – кв. „Горно Езерово“)
- Линия 9 (Терминал „Славейков“ – ул. „Даме Груев“ – бул. „Христо Ботев“ – Терминал „Меден рудник“)
- Линия 91 (Терминал Славейков – Даме Груев – Христо Ботев – ПГКПИ – Терминал Меден рудник)
- Линия 92 (Терминал Меден Редник - Христо Ботев - Даме Груев- Терминал Славейков - Гробищен парк - Терминал Славейков)
- Линия 9а (Терминал Меден рудник – м. с. Върли Бряг)
- Линия 9б (Терминал Меден рудник – м. с. Върли бряг – м. с. Шилото)
- Линия 81 (само сутрин, Автогара „Запад“ – КОРБСО – кв. „Горно Езерово“ – Автогара „Запад“)
- Линия 82 (само следобяд, Автогара „Запад“ – кв. „Горно Езерово“ – КОРБСО – Автогара „Запад“)
- Линия 17 (Автогара „Юг“ – кв. „Крайморие“)
- Линия 17А (сезонна, Терминал „Меден рудник“ – кв. „Крайморие“)

### Градски тролейбусни линии
- Линия T1 (Терминал „Меден рудник“ – ул. „Въстаническа“ – бул. „Захари Стоянов“ – ул. „Индустриална“ – бул. „Хр. Ботев“ – ул. „Сан Стефано“ – бул. „Княгиня Мария Луиза“ и обратно)
- Линия T2 (Терминал „Меден рудник“ – ул. „Петрова нива“ – ул. „Апостол войвода“ – ул. „Индустриална“ – бул. „Демокрация“ – ул. „Хр. Ботев“ и обратно)

### Крайградски линии
- Линия 16 (Автогара „Запад“ – с. Черни връх – с. Полски извор)
- Линия 18 (Автогара „Запад“ – с. Маринка –  с. Твърдица)
- Линия 18А (Автогара „Запад“  – Меден рудник – с. Твърдица – с. Маринка – с. Извор)
- Линия 32 (Автогара „Запад“ – с. Изворище – с. Брястовец/с. Драганово)
- Линия 32А (Автогара „Запад“ – кв. Черно море – кв. Рудник – с. Брястовец – с. Драганово)
- Линия 5 (Автогара „Запад“ – Равна гора)
- Линия Бургас – Ветрен – Българово

#### Железопътен транспорт
Железницата достига до града през 1890 година, две години след основаването на БДЖ, но първоначално влаковете, идващи от София, минават по сложен маршрут: София-Септември-Пловдив-Симеоновград-Нова Загора-Ямбол-Бургас. През 1910 г. е завършена директната линия София-Пловдив-Стара Загора-Бургас, която скъсява разстоянието и времето за път до София. През 1920-те години в Бургас се строи новата челна пътническа гара, а до нея Сточна гара, коловозни групи за обслужване на пристанището и голямо ветрилообразно локомотивно депо. През 1925 г. е построена теснопътна жп линия от Бургас до Поморие, която през 1939 г. е заменена с нормална. През 1980-те години пътническото движение до Поморие е преустановено и днес линията се използва за превоз на товари от близките рудници и солници. Също през 1980-те години е открита жп линия от Бургас до Средец.
Днес Бургас разполага с шест пътнически гари: Централна, Владимир Павлов, Долно Езерово, Сарафово, Солници и Товарна гара; една разпределителна и една техническа гара с 5 коловоза. Всекидневни жп линии от Бургаската централна гара до повечето големи български градове се допълват от международни линии до Москва, Прага, Будапеща и Краков. През 2011 г. започна модернизацията на жп линията Пловдив-Бургас, която трябва да е готова до 2013 година.

#### Таксиметров транспорт
В Бургас има няколко големи таксиметрови компании: Индикар, Елеганс, Стил, Кепитъл такси, Бургас такси, Еко такси, Орион такси и др.

### Медии
Наред с националните печатни медии, които имат приложения за Бургаския регион, в Бургас се печатат редица регионални вестници и списания. Между тях са всекидневниците Черноморски Фар, който е най-старият регионален вестник в България и има над 100-годишна история, Компас и Бургас, Днес и Утре; седмичниците Десант, Фактор, Компас и Ало Бургас; и списанията Море и Вирджиния.
Сред локалните радио- и телевизионни станции се откроява телевизия СКАТ, една от най-големите в България. Други локални медии са кабелните телевизии Канал 0, PT SAT и RN-TV и радиостанциите Радио Мая, Power FM, Радио Гласът на Бургас и Радио Бургас.

### Здравеопазване
Бургас е главен здравен център в Източна България. Обслужва със спешна и токсикологична помощ цялото Южно Черноморие, както и Югоизточна България. Разполага с квалифицирани кадри от всички сфери на медицината. По-големите здравни заведения сега в града са Университетската многопрофилна болница за активно лечение (накратко УМБАЛ „Бургас“) със специализирани кабинети (с над 680 легла), известна в миналото като Окръжна болница; „Специализирана Болница за Активно Лечение на Пневмо-Фтизиатрични заболявания“ (СБАЛПФЗ) – БУРГАС (с над 80 легла), УМБАЛ „Дева Мария“ (с над 130 легла); МБАЛ „Д-р Маджуров“ (с над 70 легла); МБАЛ „Лайф Хоспитал“ (с 60 легла), Военна болница, няколко поликлиники, онкодиспансер, психодиспансер, очна болница, специализирани стоматологични клиники и болници по кардиология и псиахитрични заболявания, както и други здравни звена. През 2012 година е построена МБАЛ „Черноморска“ в Зона А на ж.к. Меден рудник, впоследствие преименувана на „Бургасмед“.

## Образование и наука

### Университети
През 1924 година бургаското просветно и благотворително женско дружество „Самосъзнание“ открива по инициатива на Жени Божилова-Патева така наречения Народен университет. В университета са се обучавали безплатно деца на крайно нуждаещите се и на бежанци и в него са се преподавали литература, музика, философия, обществени науки, земеделие, здравеопазване, наука и техника. С идването на комунистите на власт Народният университет е затворен.
Бургас като университетски център разполага с две висши училища:
- Бургаски свободен университет (БСУ) е създаден с решение на Великото народно събрание от 18 септември 1991 г. и е един от първите частни университети в страната. Университетът е акредитиран от Националната агенция за оценяване и акредитация и е носител на Международен сертификат за качество ISO 9001:2008.

БСУ е модерен, иновативен и ориентиран към студентите и тяхната професионална реализация университет със значими академични постижения и утвърден международен статус:
- - БСУ е член на Европейската асоциация на университетите (EUA).
  - Има договори за сътрудничество с 36 университета и организации в Европа, Америка, Азия и Африка
  - Работи по 24 договора с университети в Европа за обмен на студенти и преподаватели.
  - Участва в Европейската система за натрупване и трансфер на образователни кредити (ECTS).
  - Работи по съвместни международни проекти с повече от 100 университета и организации.
  - БСУ е партньор на ЮНЕСКО по програмата UNITWIN/UNESCO Chairs и е институция домакин на Катедра на ЮНЕСКО по правата на човека и култура на мира.
- Бургаски държавен университет „Асен Златаров“ е основан през 1963 година като Висш химико-технологически институт (ВХТИ). Днес той включва в структурата си също 3 автономни колежа: Колеж по туризъм, Технически и Медицински колеж. Колежът по туризъм е открит през 1967 година и е първото учебно заведение по туризъм в България.[188]

### Гимназии, средни и основни училища
В Бургас са представени всички видове учебни заведения. В града функционират 22 основни, девет средни общообразователни училища и гимназии, 11 професионални гимназии, шест специализирани гимназии. Наред с тях функционират няколко частни училища, които обхващат също всички видове учебни заведения.
Най-старото училище в Бургас е създаденото през 1869 година СУ с хуманитарно-естетически профил „Св. св. Кирил и Методий“. Търговската гимназия, която е открита през 1905 година, е първата гимназия в града. Тя работи заедно с австрийското Министерство на образованието и гимназията „Карл – Кюбел“ в немския град Бенсхайм по няколко екологични проекти, както и в обмен на ученици. Немската езикова гимназия „Гьоте“, създадена през 1960 г., е първата езикова гимназия в Бургас и работи със специалисти и учители от Германия. Учениците на Профилираната природоматематическата гимназия „Акад. Н. Обрешков“ (създадена през 1971 г.) редовно печелят отличия от международни олимпиади и конкурси. Други по-важни училища са: Руската езикова гимназия, официално – Профилирана гимназия за чужди езици – „Васил Левски“, или съкратено ПГЧЕ „Васил Левски“, създадена през 1963 г., която е втората езикова гимназия в града; Английската езикова гимназия „Гео Милев“, създадена през 1971 г., е третата езикова гимназия в града; Гимназията за романски езици „Г. С. Раковски“; Гимназията по строителство, архитектура и геодезия; Музикалното училище „Панчо Владигеров“; както и професионалните гимназии по механоелектротехника и електроника, по морско корабоплаване и риболов, и тази по химични технологии.

### Библиотеки, читалища и архиви
Наред с университетските библиотеки в Бургас се намира създадената през 1888 година градска библиотека. Тя носи от 1978 година името на поета революционер Пейо Яворов и е една от най-старите в страната. От 2000 година е със статут на регионална. В кварталите и комплексите съществуват малки читални и над десет читалища, които също разполагат с малки библиотеки.
Читалища на територията на град Бургас:
- Народно читалище „Хамалогика 2014“ – ул. „Шейново“ 26
- Народно читалище „Пробуда 1880“ – ул. „Дрин“ 14
- Народно читалище „Любен Каравелов 1940“ – ул. „Цар Калоян“ 24
- Народно читалище „Асен Златаров 1940“ – ул. „Александровска“ 147
- Народно читалище „Фар 1946“ – ул. „Странджа“ 20
- Народно читалище „Изгрев 1909“ – жк. „Изгрев“, до бл. 72
- Народно читалище „Пенчо Славейков 1983“ – к-с „Славейков“, бл. 55, вх. В-Г
- Народно читалище „Христо Ботев 1937“ – кв. „Победа“, ул. „Кубрат“ 7
- Народно читалище „Св. св. Кирил и Методий 1985“ – к-с „Меден рудник“, бл. 425 (партер)/
- Народно читалище „Паисий Хилендарски 1928“ – к-с „Меден рудник“, ул. „Въстаническа“ 40

В Бургас е разположена Териториалната дирекция „Държавен архив“, една от регионалните дирекции на държавната агенция „Архиви“. Тя е създадена през 1952 година и разполага днес с читалня, библиотека, фотолаборатория, лаборатория за микрофилмиране, консервация и реставрация на документи. Фондовата наличност на архива към 2005 г. е: общ брой на архивните фондове – 4157 с 286 505 архивни единици, 661 – частични постъпления, 524 – спомени, над 6800 – отделни снимки и 103 529 негативи от ДП „Фотография“ – Бургас.

## Култура и забавления

### Музеи
Историческият музей се намира на ул. „Ген. Александър Лермонтов“ 31, срещу Първо районно управление на МВР. Музеят е създаден през 1925 година и има експозиции, свързани с новата и най-новата история на Бургас, сбирка от антични монети и иконна галерия с творби от Южна България и Северна Турция.
Етнографският музей в Бургас се намира в някогашната къща на търговеца Димитър Бракалов. Възрожденската къща, запазена в оригиналния си вид, е построена през 1873 година и се намира в близост до катедралния храм „Св. св. Кирил и Методий“. Там се помещават сбирките от български носии и накити, характерни за населението на Бургас. Голяма част от експозицията са типичните за родните краища на множеството бежанци от Гърция и Турция носии.
В Археологическия музей се намират експозиции, свързани с града, региона и морската тематика от дълбока древност, античността до падането на региона под османска власт. Тук са изложени и находките от засилените в последните години археологически разкопки в региона. Централната изложбена зала на музея се намира на ул. „Александър Богориди“ в пешеходната зона. Музеят е основан през 1912 година като археологическо дружество „Дебелт“.
Разнообразието на флората и фауната на Бургас и региона е събрано в Природонаучния музей в трите постоянни изложби „Магичният свят на камъка“, „Флора и фауна на планината Странджа“, „Птичи ресурси на Бургаските влажни зони“. Най-новият музей е Къща музей на поетесата Петя Дубарова. Той е основан през 1995 година и е организатор на ежегодния Национален литературен конкурс Петя Дубарова.

### Театър, опера, галерии и културни домове
Бургас разполага с драматичен, детски и куклен театър, опера, концертна зала и много художествени галерии. Морският град е един от малкото градове в България, които разполагат с Театър за драма, опера и балет (Бургаска опера), разположен в близост до пешеходната зона в централната градска част. През 2000 година Държавната опера и филхармония на Бургас са обединени в една институция. Бургаската филхармония е създадена като държавна институция през 1947 година, но нейното начало е положено през 1910 година с основаването на Музикално дружество „Родни звуци“ в Бургас, като сред основателите е композиторът Георги Шагунов. Филхармонията използва днес както своята концертна зала „Проф. Иван Вульпе“, така и сцената на Бургаската опера. В сградата на операта е разположен и Държавният детско-куклен театър на Бургас, който е създаден през 1954 година. Драматичният театър Адриана Будевска се намира до Стария съд (днес „Агенция по вписванията“) в запазената стара градска част на града. Началото на театралното дело в Бургас е положено през 1882 година с постановката на Малакова на писателя Петко Славейков, но чак през 1914 година Общинският съвет взима решение за построяването на драматичен театър, който днес носи името на българската актриса Адриана Будевска.
Бургас е един от малкото български градове, в които функционира Младежки културен център. Той се използва и от Професионалния фолклорен ансамбъл „Странджа“. Ансамбълът, който е основан през 1965 година, се състои от хор, оркестър и танцова формация. При Младежкия културен център е организиран и създаденият през 1974 година Фолклорен танцов ансамбъл „Никола Гинов“. През 2011 година старото морско казино е обновено и превърнато в културен център. Прояви от различен тип и изложби се организират и в „Културния дом на Нефтохимика“, а за изложби на военна тематика често се използва Гарнизонният военен клуб. Като малки културни домове с място за прояви и клубни дейности функционират и кварталните читалища.
Градът е известен на българската художествена сцена с множеството си галерии. Художествените колекции на града са настанени в градска художествена галерия „Петко Задгорски“. Тя се помещава в бившата синагога на града, изградена между 1905 и 1910 година по проект на австрийския архитект Фридрих Грюнангер. След завземането на властта от комунистите и изселването на еврейското население на града след Втората световна война сградата е национализирана и на 7 април 1946 година е преоткрита като градска художествена галерия. Други известни галерии в града са галерията на Дружеството на бургаските художници, галерия Неси, галерия Бургас, галерия Ети и други.

### Храмове и манастири
Катедралният храм „Свети Кирил и Методий“ е най-старата българска църква в града и носи името на славянските равноапостоли Св. Св. Кирил и Методий. Тя е разположена в централната градска част на едноименния площад. Построена е в периода 1897 – 1907 година по проект на работилия в града италиански архитект Рикардо Тоскани. Тя се различава от изградените по времето на българското Възраждане църкви и отличава от тези, строени през първите години след Освобождението. Храмът е трикорабна кръстовидна църква, тип базилика и построена по оста изток-запад, типична за католическите църкви. Централната апсида с олтара и богато украсеният иконостас се намират в източната част на църквата. Наосът разделя вътрешността на катедралата на три кораба чрез пет двойки, носещи мраморни колони. Над главния кораб на църквата е изграден централният и най-голям купол; над двата странични кораба са изградени други четири по-малки куполи. Главният купол се извисява върху висок дванадесетостенен барабан с прозорци. Нартексът в западната част на храма е по-висок от централния кораб. Централният вход е от западната фасада, като други по-малки входове при северната и южната страна са отворени само при специални церемонии. При изграждането на храма взимат участие и майстор Митьо Цанев от Дряново и Кузман Димитров от Македония. Върху красивия стъклопис на главния вход на катедралата са изобразени светите братя Кирил и Методий. Катедралата е изографисана от художниците Гюдженов и Кожухаров, изографисали и софийския Храм-паметник „Свети Александър Невски“.
Православният храм „Успение на Пресвета Богородица“ (накратко Света Богородица) е най-старата православна църква в Бургас. Негов предшественик, изграден в началото на XVII век, е разрушен по време на Руско-турската война (1828 – 1829). Със завръщането на християнското население след 1840 година, в тогавашната гръцка махала е изграден сегашният храм. До църквата се построява и гръцкото училище, наследник на което е днешният Икономически техникум. Богослужението на гръцки език продължава до 1906 година, когато българското население изземва църквата в отговор на подобни събития в Гърция. Църквата впоследствие е конфискувана, поставена под управлението на Българската православна църква и преименувана от „Успение на Пресвета Богородица“ в „Преображение Господне“. В църквата се съхраняват икони, изографисани от монаси в Света гора. През 1927 – 28 година са построени двете кули на храма и в едната са поставени три камбани. След Втората световна война църквата е обявена за паметник на културата. На 16 март 1952 година църковното настоятелство връща старото име на храма, а от ноември 1957 до края на 1958 година храмът е изцяло изографисан от художника Николай Ростовцев.
Строителството на православния храм „Свети Иван Рилски“ е тясно свързано с разширяването на града след Освобождението и последвалия поток от бежанци след Балканските войни (1912 – 13). През 1913 година Александър Георгиев Коджакафалията завещава земи в района на днешния квартал Братя Миладинови на бедни и безимотни жители на града, както и средства за построяването на къщи и храм. Година по-късно започва неговият строеж. Комитетът по построяването на храма получава и големи парични помощи от Съюза на запасните подофицери, както и от други дарители и бургаски църкви. На 1 април 1934 година е тържествено открит новият храм, носещ името на Иван Рилски. През 1951 година старата дървена камбанария е заместена с нова, която днес се намира вляво от входа на храма. В камбанарията са окачени четири различни по големина камбани, тежащи 100, 60 и две по 40 килограма. Иконостасът на храма е изработен още по време на градежа. Той е висок 3 метра и дълъг 11,5 метра. За изписване на иконостасните икони е избран Николай Кожухаров, участващ със седем икони. На 1 ноември 1973 година при освещаване на храма в Светия престол се поставени части от мощите на Св. Мъченик Вакх.
През 1673 година е спомената първата арменска апостолическа църква, построена от арменската общност с подкрепата на българите в града и носила името „Сурп Степанос“. Тя е била преустройвана няколкократно, за последно през 1853 година, откогато носи и днешното си име „Сурп Хач“ (на бълг. Свети кръст). С преустройството е изградена камбанария, а фасадите са облицовани с плочи. Църквата е еднокорабна, еднопространствена и носи основните белезите на арменската църковна архитектура. Външният архитектурен образ не дава точна представа за първоначалната сграда. Църквата е призната за паметник на културата, а на западната страна на църквата през 1990 година е издигнат Паметник на жертвите от геноцида над арменския народ в Османската империя, изработен от Хари Арабян.
Други храмове в града са българските православни църкви „Св. Троица“, „Св. Атанасий“, „Свети Пимен Зографски“, римокатолическа църква „Дева Мария Богородица“ и източна католическа църква „Свето Успение Богородично“. Манастирът „Света Анастасия“ е последният оцелял средновековен островен манастир по Западното Черноморие; манастирът „Света Богородица“ е разположен между кварталите Горно Езерово и Меден рудник, а манастирът „Свети Атанас“ се намира в ж.к. Изгрев.

### Редовни събития
Наред с празника на Бургас, който се празнува ежегодно на 6 декември в деня на религиозния празник на св. Николай Чудотворец, в Бургас се провеждат предимно през лятото фестивали и културни събития от различно естество. Някои от фестивалите като Spice Music Festival, София филм фест на брега, Бургас и морето (фестивал), Бургас Блус & Jazz Festival, и до 2015 г. (вкл.) Spirit of Burgas, Международен филмов фестивал Бургас, литературни дни Петя Дубарова, мотосъбора в Крайморие и традиционните празници в чест на покровителя на града се провеждат всяка година. В края на март 2012 година за първи път се проведе фестивалът за съвременно изкуство Включи града.
В края на април се провежда Фестивалът на немската и австрийска класическа музика. През май се провеждат панаирът за флористика Флора, националният литературен конкурс Петя Дубарова, международният театрален фестивал Ерата на водолея, а през третата седмица на месеца – Международната ветроходна регата Port Burgas Sailing Week. На 24 май се провеждат като в цялата страна шествия в чест на Българската азбука и първоапостолите Св. св. Кирил и Методий.
Месец юни започва с откриването на Фестивала на пясъчните фигури в парк Езерото, който трае до края на септември. Също така през юни се провеждат Летни културни празници „Бургас – лято, море“, международният турнир по спортни танци Burgas Cup и фестивалът за класическа и оперна музика Емил Чакъров. На вечерта на 30 юни хората се събират на брега на Черно море, за да се насладят на изгрева на сутринта на 1 юли. Тази реликва от времето на хипитата от 70-те години се посреща традиционно в града на централния плаж и се нарича също July Morning.
През юли се провеждат поетичните дни „Пейо Яворов“, а през последния уикенд на месеца – плувния маратон Бургас.
В началото на август са музикалните фестивали Бургас Блус & Jazz Festival и Националният конкурс за забавна песен Бургас и морето. До 2015 г. (вкл.), на втория уикенд на месеца на бургаския плаж и в южната част на Морската градина се изграждат сцените на фестивала за съвременна музика „Духът на Бургас“ (виж Spirit of Burgas). От 2019 г. се провежда SPICE Music Festival, посветен на хитовата музика от 90-те години на XX век. Всяка година в града идват едни от най-добрите изпълнители от този период. От 19 до 20 август се отбелязва годишнината от Илинденско-Преображенското въстание, като основните чествания са в местността Петрова нива, южно от Бургас. В края на месеца Бургас е домакин на Националната седмица на морето и на Международния фолклорен фестивал.
През септември се провежда международният театрален фестивал „На брега“.
През последния уикенд на ноември се провежда Фестивалът за метъл музика Haunted Shores.
На 6 декември, деня на св. Николай Чудотворец, покровител на града, на морето и моряците, се провеждат различни събития и се присъжда званието Почетен гражданин на Бургас. Една седмица преди Коледа се обявяват носителите на наградата за литература Хеликон.

### Спорт и спортни съоръжения
Бургас разполага с множество спортни съоръжения, някои от които са най-модерните в България. По-важните спортни зали, които са намират в града, са зала „Бойчо Брънзов“ (зала „Изгрев“), зала „Богориди“, баскетболна зала „Нефтохимик“ и зала „Младост“, като последната е многофункционална. През 2009 година в жилищен комплекс Меден рудник отваря врати друга многофункционална зала с площ от 2585 m². Тя носи името на първия български олимпийски медалист Никола Станчев. През 2010 година е открит спортен комплекс „Изгрев“, а на следващата година спортен комплекс „Славейков“, където се намира и най-голямата изкуствена стена за катерене на открито. През януари 2012 г. общинската управа обявява намерения за строителството на нова многофункционална спортна зала „Арена Бургас“. Тя трябва да е със 7000 места и с възможност за провеждане на международни спортни състезания. Първата копка на съоръжението се случва на 20 октомври 2014 г. с участието на Сергей Бубка и кмета Димитър Николов. Със специална церемония на 18 май 2023 г. се осъществява официалното откриване на залата.
В Бургас са разположени двата големи стадиона Лазур и Черноморец, колодрум и една писта за картинг.
Бургас разполага с осем действащи плувни басейни. От 2007 година са построени два нови в Морската градина и един на Минерални бани, основно са ремонтирани и пуснати в експлоатация два училищни басейна и два в детски градини, както и басейнът в Младежкия културен център.
Колоездачен Клуб Бургас е създаден през 1905 година и е един от най-силните не само в България, а и на целия Балкански полуостров. Той има успехи както в състезания на шосе, така и на писта. Едно от последното отличия, постигнато от колоездачите на клуба, е първото място на Обиколката на п-в Халкидики в Гърция през юли 2008 година. Етапи на Обиколката на България редовно преминават през Бургас.

#### Футбол, баскетбол, волейбол
Бургас има два футболни отбора с традиции. Това са ФК Черноморец 1919, основан на 1 август 1919 г. и ФК Нефтохимик, основан на 20 май 1962 г. Срещите между двата отбора често са наричани Бургаското дерби. Тимът на Черноморец играе в Югоизточна Трета лига през сезон 2022/23. Там отборът успява да завърши на 2-ро място с актив от 80 точки, с 3 точки по-малко от шампиона Несебър. През този сезон „акулите“ успяват да отбележат 82 гола и допускат 26 гола. По време на сезона те домакинстват на стадион „Иван Притъргов“. ФК Черноморец играе във Втора лига през сезон 2023/24 и домакинства на стадион Лазур. През този сезон акулите изпадат от Втора лига, след като завършват на 15 място с актив от 38 точки. През сезон 2024/25 тимът на Черноморец играе в Югоизточна Трета лига и домакинства на стадион „Иван Притъргов“. 
ФК Нефтохимик, който е вицешампион на България за 1996/97 година и двукратен носител на Купата на БФС, завършва сезон 2018/19 в Трета лига на първо място и през сезон 2019/20 играе във Втора професионална лига и домакинства на Градския стадион на Созопол.
През сезон 2022/23 Нефтохимик е изваден от Втора лига, има право на участие в Югоизточна Трета лига, но отказва и отива в Б ОГ Бургас - център (петото ниво на българския футбол). Там „шейховете“ завоюват първото място с актив от 50 точки, те отбелязват 119 гола и допускат едва 9 гола. През този сезон те домакинстват в спортен комплекс „Изгрев“ в едноименния бургаски квартал.
Наред с големите футболни клубове в града има и малки клубове, често с кратък живот или трудно съществуване. Проблемът с материалната база е сериозен, а терени с нормални размери има само в кварталите Долно Езерово, Ветрен и град Българово. Отборът на Банево играе във Ветрен, а заради липса на база не може да стартира и отборът на Крайморие. Стадиончетата в Лозово, Миролюбово и кв. Сарафово бяха разрушени и приватизирани. В четвърта дивизия се състезават СФК „Свети Никола“, ФК Бургас-Спорт, Звезденбург (Бургас), мина Черно море-Рудник, а в пета са кварталните тимове ФК „Ветрен“, Банево и Българово. Прекратиха съществуването си ФК „Мастер“, ФК „Олимпик“, ФК „Спарта“, ФК „Албион Атлетик“ – развиващ само детско-юношески спорт. Други бивши футболни клубове, достигнали до В Група, са ФК „Морска фауна“, „ФК Порт“ и „ФК Космос“.
През март 2012 година Бургас е избран заедно с Пловдив за регионален център и за домакин на Европейското първенство по футбол за юноши до 17 години през 2015 година. През май същата година Българският футболен съюз решава финалът за купата на България и мачът за Суперкупата да се провеждат до 2015 година на стадион Лазур. Това обаче се оказва обещание за един сезон, защото още на следващата година корпоративни интереси разкриват, че въпросното „споразумение“ е било само прах в очите на наивниците.
През 1971 година в Бургас се провежда Младежкото първенство по баскетбол, а през следващата година градът е домакин на Европейското първенство по баскетбол за жени. Мъжкият баскетболен клуб БК Черноморец (Бургас) се състезава години наред сред елита в българския шампионат. Носител е на бронзови медали от Държавното първенство през 1981 и 1991 година, на сребърни медали през 2023 година, също така е  трикратен носител на Купата на България през 1965, 1975 и 2024 година. “Баскетболен клуб „Лукойл-Нефтохимик“ е сред водещите женски клубове в България.
В мъжката волейболна лига Бургас е представен от Волейболен клуб „Нефтохимик 2010“, който е шесткратен шампион на България, четирикратен носител на Купата на България, както и трикратен носител на Суперкупата на България. Отборът играе домакинските си мачове в зала Младост.

#### Автомобилизъм
Бургас е домакин на кръг от националния шампионат на затворен маршрут, известен още като пистов шампионат. В надпреварата участват някои от най-добрите български пилоти а състезанието се провежда по традиция през есента. „Писта Бургас“ се провежда на затворен участък от пътната мрежа в града. В годините автомобилното състезание е било с различни локации: бул. Демокрация, ж.к. Меден рудник, детелината за солниците преди кв. Сарафово, зоните около стадион Черноморец (надлез Владимир Павлов), а от сезон 2016 състезанието е изместено на новоизградения пътен възел в ж.к. Петко Славейков. През двата дни на надпреварата около трасето се стичат над 20 000 зрители, което прави Писта Бургас най-посещаваното спортно събитие в Бургас. Състезанието се организира съвместно между Община Бургас, СБА Бургас и АСК Вромос рейсинг.

#### Водни спортове
Ежегодно в Бургаския залив се провежда международната регата, която е организирана от яхт клуб „Порт Бургас“ и Община Бургас. На 30 юли 2011 година, след 15-годишно прекъсване е възстановен международният плувен маратон Бургас.
От 10 до 19 септември 2011 година в акваторията на Бургас се провеждат състезания от международната RS:X-Уиндсърф регата, част от европейския шампионат в олимпийската класа и квалификации за световното първенство в Пърт, Австралия. В северната част на градския плаж се намира Уиндсърф клуб Бургас.
През 1924 година в Бургас се провежда първото състезание по гребане в България. Десет години по-късно за първи път в Бургас на състезанията по гребане участват и жени. В Бургас се намират два от малкото гребни клубове в България, „Гребен клуб Бургас“ и СК „Лукойл Нефтохимик“. Тренировките на гребците от „Гребен клуб Бургас“ често могат да бъдат наблюдавани във водите на Бургаското езеро.
През 2007 година е основан спортен клуб по водна топка Черноморец. В него членуват около 80 деца, които са разделени в четири възрастови групи.

#### Други спортове
Бургас има дълги традиции в спорта борба, като е дал първия олимпийски шампион на България. Сред по-важните клубове за спортна борба са СКБ „Продан Гарджев“, Общински СКБ „Странджа-2001“, СК по борба свободен стил „Черноморец“, СК по борба класически стил „Черноморец“. Други спортни клубове, носили отличия, са боксовият клуб „Победа – Черноморец“ и атлетическият клуб „Бургас '98“.
Бургас е един от малкото градове, които предлагат добра термика за парапланеризъм. Морската градина е едно от местата, като стартът се намира в непосредствена близост до централния плаж. Денивелацията на склона е 22 м, а дължината му е 1,6 км. Друг старт в Бургас се намира в местността „Шилото“. Мястото за излитане там е на 220 м н.в. е и със северозападно изложение. В града се намират две мотокрос писти. Едната е разположена в комплекс Меден рудник, а втората в местността Порой, в близост до квартал Сарафово. В парк „Езеро“ се намира „Конно-развлекателен и рехабилитационен комплекс за езда“.
Ежегодно в зала Младост се провеждат международните състезания по спортни танци на IDSF за купа Бургас.

### Кухня
Наред с традиционната българска кухня, Бургаската кухня е повлияна както от морските ястия, така и от ястия, които са типични за близките Странджа и Стара планина. Сред различните видове морски ястия, приготвени както от черноморски риби (цаца, паламуд, зарган), така и от „морски дарове“, се отличават Мидите по бургаски. Сред местните ястия и предястия са характерните за този край Кебап по бургаски, Пиле по бургаски и колбасите Бабек и Дядо. Сред аламинутите е така наречената Странджанка (или Страндженка), известна в другата част на страната като Принцеса с кайма, но различаваща се от нея както в дължината, така и в използването на повече подправки. Сред морските деликатеси са барбуня, лефер, калкан, черноморска пъстърва, черноморска акула и др. Традиционно се консумират рибена чорба, разнообразни черноморски риби, както и рибни сандвичи. Типичните алкохолни напитки за Бургас са: Бургаско (бира), в производство от 1971 г. и ракиите Бургаска мускатова и Бургас 63.

## Забележителности
От края на XIX век Бургас е един от най-бързо развиващите се в икономически и духовен план български градове. 264 сгради в различни европейски архитектурни стилове и български традиции са обявени за паметници на културата. По-голяма част от паметниците на културата са разположени в близост до пешеходната зона на града. Най-старите сгради в Бургас са баните, построени от Сюлейман I (1520 – 1566), и манастирът „Света Анастасия“, който се намира на едноименния остров на 6 km навътре в морето. Като паметник на културата от национално значение, той е единственият островен и най-добре запазеният морски манастир по българското Черноморие.
Бургас в днешни дни е модерен град. Наред със съвременната архитектура могат да се намерят и запазени сгради от началото на XIX век насам. Бургас е дом на известни личности, свързани с културата и изкуството. Изпети са песни за морето, за града и прочутите му вечери, които несъмнено през лятото са прохладни и изключително приятни за разходки из града. Улиците са озеленени, а парковете са поддържани и красиви. Едни от популярните забележителности на града са Морската градина с Морското казино и Бургаският мост (кей за разходки), реконструиран през 80-те години на XX век. За разлика от другите големи български градове, където през последните години ударното строителство на нови сгради е унищожило доста зелени площи, озеленените площи в Бургас за същия период от време са останали почти непокътнати.

### Антични и средновековни
- Тракийски обредни комплекси при Манастирско тепе до Банево и на връх Шилото

Останките от древния град Деултум се намират западно от Бургас, в близост до село Дебелт. Основаната по време на управлението на римския император Веспасиан колония за ветерани на VIII Августовски легион е единствената колония на свободни римски граждани на територията на България. В следващите векове колонията се превръща в един от най-богатите градове в римската провинцията Хемимонтус. Първите археологически проучвания се водят от първите професионалисти в областта на античната история като К. Иречек и братя Шкорпил, които дават първите му научни описания от края на XIX век. Първите разкопки са проведени през 1925 г., а мащабните разкопки започват през 80-те години на XX век и продължават активно. Разкрити са некрополът, термите, части на античната и средновековната крепостна стена, средновековна митническа станция, както и многобройни монети, статуи, надписи и керамика. Голяма част от находките са изложени в Бургаския археологически музей. През 1965 г. Деултум е обявен за архитектурен и исторически паметник, а през 1980 г. районът е обявен за национален археологически резерват Деултум—Дебелт. От 80-те години на XX век към основната площадка на разкопките има изграден малък музей.
На оттока на Мандренското езеро е било разположено пристанището на големия център Деултум, което е било пазено от двойната крепост Бургос. Там е локализирана и пътната станция Пудизо, отбелязана в Певтингеровата карта, а под името Поро (проток) или Порос присъстваща в старите италиански и каталунски карти от XIII и XIV век. Именно тази крепост, наричана днес Порос или Форос, и нейното пристанище се смятат от някои автори за исторически предшественик и символ на град Бургас. През 1453 г. крепостта е превзета заедно с цялото черноморско крайбрежие, като османските завоеватели оценяват защитеното пристанище Пиргос и го използват активно през следващите векове. За нуждите на корабоплаването на най-високата част на брега е построен фар, който дава името на полуостров Форос при днешния квартал Крайморие. Останките на крепостта са разположени в местността Пода и на полуострова. Дълги години територията на нос Форос е недостъпна поради наличието на военна база, затова все още не е проучена напълно. При първите археологически проучвания в района в края на 2008 г. се откриват части от югоизточната и северозападната крепостна стена. Зидарията е от IV век и с дебелина от 2,10 м до 4,20 м. В най-високата точка на района са открити останки на манастир от XIII век, които някои историци свързват с манастира „Свети Георги“ (V-XIII век), описан от византийските хронисти и чиито ктитори са членове на византийската императорска фамилия. Сред намерените артефакти, изложени в Археологическия музей на Бургас, е древногръцки надпис на римския император Гордиан III.
Останките от античната и средновековна крепост Акве Калиде – Термополис се намират в района на днешните Бургаски минерални бани в квартал Банево, в подножието на Стара планина. Под името Акве калиде, по-късно Термополис, този голям балнеологичен център процъфтява с векове. Посещаван е от Филип II Македонски, византийските императори Юстиниан I и Константин IV Погонат, българския хан Тервел. През 1206 г. латинските рицари от Четвъртия кръстоносен поход под ръководството на Хенри II Фландърски опожаряват града и го разрушават. След този пожар Термополис не успява да се възстанови повече. В следващите години баните били възстановени, но не и градът. Първите разкопки на Акве Калиде са проведени през 1910 г. под ръководството на Богдан Филов. От 2008 г. се провеждат мащабни археологически разкопки, които през 2010 г. разкриват площ от 3800 m², включително и древните терми, северната порта и част от крепостните стени с дебелина от 5 м. През юли 2011 г. античният и средновековният град и площ от 36 000 m² са обявени за археологически резерват Акве калиде – Термополис. През 2012 година започна нов етап от проект за археологически разкопки, консервация, реставрация и социализация на древния град.
Еркесията е прабългарско гранично съоръжение (вал с ров в южното му подножие). То е маркирало границата между България и Византия, установена с подписването на мирния договор между хан Омуртаг и император Лъв V Арменец през 815 или 816 година. Съоръжението е свързвало Черноморското крайбрежие с долината на река Марица. Общата дължина на съоръжението от брега на Бургаското езеро (южно от днешния квартал Горно Езерово), през Русокастрон и Деултум до левия бряг на река Сазлийка, срещу село Калугерово е 142 km. Днес е паметник на културата с национално значение, като една добре запазена част се намира между Горно Езерово и археологическия резерват Деултум.
В близост до Бургас са разположени и крепостите Скафида и Русокастрон.
В праисторическото селище от ранноенеолитната епоха в гр. Бургас по костни останки от палеоорнитолога проф. Златозар Боев са установени 3 вида диви птици, обект на лов – малка белочела гъска (Anser erythropus), недоопределена до вид гъска (Anser sp. /cf. A. anser), бял щъркел (Ciconia ciconia) и лиска (белочела водна кокошка)(Fulica atra). Последната е била представена от изчезналия през холоцена, описан и известен единствено от България подвид – понтийска (черноморска) лиска (Fulica atra pontica).

### Морска градина и други паркове
В града има изградени множество паркове и зелени площи. Морската градина е белият дроб на града и паметник от национално значение. Тя е един от най-големите паркове в града и е създадена с първия план за развитие на Бургас от 1891 година. Морската градина се простира по продължението на градския плаж, дълга е около 5 km и заема площ от около 600 дка. Значителен принос за развитието на парка в центъра на Бургас има Георги Духтев, назначен през 1910 година за управител на Морската градина и бъдещ управител на Борисовата градина в София. Тя е засадена с декоративни дървета и храсти, като сред тях са разположени скулптури и бюстове на известни български и чуждестранни възрожденци, борци за свобода, писатели, актьори и личности, създадени главно по време на Летните пленери по скулптура в Бургас. От градината се открива широка гледка към Бургаския залив, както и към Поморие в северната част на залива и Созопол и северните поли на Странджа планина в южната част на залива.
В Морската градина са изградени Морското казино, 2000-местният „Летен театър“ с подвижен покрив и лятната естрада „Охлюва“. Там през лятото се провеждат събития, като например Международният фолклорен фестивал, Джаз фестивал, оперни и театрални представления, концерти на поп и рок изпълнители. Ежегодно в края на април се провежда Национална изложба за цветя с международно участие „Флора Бургас“. В близост до изложбените площи се намира монументът „Пантеон“ – паметник костница на загиналите във войните. Той е открит през 1981 година и негов автор е скулпторът Валентин Старчев, а проектант на градоустройството е архитект Владимир Милков. В парка е запазена и къщата на Георги Духтев, която е днес паметник на културата.
В централната градска част се намира и Борисовата градина, наричана още Княз Борисова градина. Тя е разположена в днешния квартал „Възраждане“ и е заключена от улиците „Уилям Гладстон“, „Александър Стамболийски“, „Княз Борис I“ и „Цар Калоян“. Паркът носи името на княз Борис I и е с правоъгълна форма, а алеите са изградени във формата на котва. В северната част на парка се намира Младежкият дом, а в южната част – тенис корт и футболно игрище. Близо до парка е къщата музей на поетесата Петя Дубарова.
Освен с Морската и Борисовата градина, Бургас разполага и с други големи паркове: парк Росенец, парк Изгрев и парк Славейков в комплекс Славейков; парк Велека в комплекс Изгрев; парк Сарафово в едноименния квартал, който е естествено продължение на Морската градина; парк Капчето (87 хектара) на източния склон на рида Върли бряг; парк Крайморие (412,6 хектара) по брега на Черно море в едноименния квартал; парк Брястовец-Драганово-Изворище (818,3 дка) в южните склонове на Стара планина; Парка на здравето при Бургаските минерални бани; парк Езерото северно от Морската градина, който също е нейно естествено продължение, между Атанасовското езеро и жилищните комплекси Изгрев и Зорница. В парк Росенец (остаряло Отманлии), разположен южно от града в северните склонове на Странджа планина и на Черноморското крайбрежие, се намират туристическата хижа Странджа, рибарското селище Ченгене скеле и вилното селище Алатепе.
- Една от централните алеи в Морската градина
- Параклисът „Свети Георги“ в Морската градина
- Морската градина на Бургас, поглед от моста
- Изглед към Бургаския мост
- Репетиция в Летния театър
- Пантеонът в Морската градина, построен и открит през 1981 г.
- Морското казино, открито през 1938 г., в периода 2010 – 2011 г. е обновено
- Държавната опера, открита през 1947 г.

### Морското казино, Бургаският мост и градски плаж
Морското казино е разположено в Морската градина, а Бургаският мост източно от нея. Първият кей, или по-известен сред бургазлии като мост, е с метална конструкция и е построен през 1936 година до новите обществени морски бани. От моста и крайбрежната алея е изградено каменно стълбище, по което се стига до алеите на Морската градина и Морското казино. Казиното е построено по плановете на архитект Виктория Ангелова и открито през 1938 година, като откриването му е едно от най-важните събития на годината в Царство България.
През 1975 г. старият железен мост е сменен със стоманобетонен, като в неговия край са изградени две платформи. Официалната му височина е 22 m при гъбката, на 1-вия етаж – 6,19 m, на 2-рия етаж – 15,3 m на една от платформите. От другата платформа потеглят туристическите корабчета до острова Света Анастасия и едноименния манастир. През зимата на 2010/11 Морското казино изцяло е обновено и превърнато в културен център с изложбени и заседателни зали. Сградата на обновеното казино спечелва наградата на Камарата на българските архитекти „Сграда на годината“ за 2011 г. През 2007 година в непосредствена близост до казиното е открит „Паметник на моряка“. Паметникът представлява моряшки възел, а стълбището, водещо от него до мостика, е оформено като котва. Проектът е на скулптора Михаил Николов и на архитект Йордан Иванов.
Градският плаж на Бургас е разделен на три ивици. Централният плаж се намира в централната градска част по протежението на Морската градина. Той се разделя на северен и южен. Северната част на бургаския плаж е характерна с тъмни черни пясъци, а южната с фин бял пясък. Други плажни ивици се намират в кварталите Сарафово, Победа и Крайморие.

### Други
Сградата на Регионалната митница е национален архитектурен паметник на културата в Бургас. Тя е построена през 1911 година, като една от последните административни сгради на новия пристанищен площад. Сградата е построена от архитекта Георги Фингов, но проектът е дело на известния австрийски архитект Вайнщайн. Сградата съчетава стиловете на неокласицизъм и еклектиката от началото на 20 век. През 2005 г. сградата е обновена и изцяло реставрирана. Също в стила на неокласицизма е построена през 1927 година сградата на Община Бургас. За нея е организиран конкурс, който е спечелен от екип в състав арх. Овчаров и арх. Попов. На мястото, на което е изградена Община Бургас, преди това се е помещавала сградата на Градската библиотека, която при инцидент е изгоряла до основи. Сградата и до днес е запазена в първоначалния си вид и е обявена за паметник на културата.
Със строежа на Партийния дом на Българската комунистическата партия, на Паметника на Съветската армия и на Дома на нефтохимика (НХК) започва новото оформление на централния площад „Пазарний“. Дотогава площадът се е ползвал като пазарно средище. На този площад за гражданите на Бургас е обявена независимостта на България на 22 септември 1908 година. През 1934 година в центъра на площада е издигнат висок стълб с 3 осветителни тела, който дава днешното му име – Тройката. След демократичните промени в бившия партиен дом, който разполага с няколко заседателни зали, се помещава първоначално новоучреденият Бургаски свободен университет. Университетът се премества през 2004 година в нова сграда, избрана същата година от Българската камара на архитектите за Сграда на годината и специалната награда за съвременна адаптация и реализация на сграда на университет в България, а сградата на площад Тройката е превърната в съдебна палата.
Паметникът на Съветската армия, познат още и като Альоша, е построен между 1952 и 1953 година. Той представлява съветски воин на 18-метров фундамент с вдигната лява ръка. В основата на фундамента от двете му страни са разположени бронзови релефи, посветени на борбата на Червената армия през Втората световна война. Автори на проекта са архитект Михаил Милков и скулпторите Васил Радославов и Анна Милкова. На площад Тройката е разположена и сградата на Търговско-административния център Триа, която през 2005 година спечелва наградата „Сграда на публиката“ на конкурса „Сграда на годината“ и сградата на книжарница Хеликон, която е паметник на културата.
На ул. „Дунав“ 1, до Механотехникума, е разположена радиорелейната и телевизионна станция Бургас (РРТС Бургас). Тя е изградена през 1993 година и е висока 72 метра. Архитектурният облик на радио- и телевизионната кула наподобява Айфеловата кула в Париж, поради което е наричана още Айфеловата кула на бетонови крака.
Пъпа на Бургас е произведение на скулптора Радостин Дамасков, поставено в средата на Нулевия километър на града, отбелязващ неговите точни координати. Произведението наподобява щит, на който са изобразени символите на града. Символите, изобразени на медния диск, са тризъбец (Ψ), символизиращ жезъла на Нептун; три риби като символ на Исус Христос; корабът на аргонавтите като символ на пристанището и черноморското корабоплаване; и лавровият венец като символ на богатата история на Бургас. Произведението е поставено по време на обновяването на централната градска част през 2011 година и се намира на кръстовището на улиците „Св. св. Кирил и Методий“ и „Александровска“ в централната пешеходна зона.
- Сградата на регионалната митница, построена през 1911 г., през 2005 г. е обновена и изцяло реставрирана
- Община Бургас
 (изградена началото на 30-те години по проект на архитект Георги Овчаров)
- Сградата на Съдебната палата
- Паметникът на Съветската армия (детайл)
- Радиорелейна и телевизионна кула Бургас, открита през 1993 г., с височина от 72 m
- „Нулевият километър“
- Стария съд
- Областна администрация Бургас
- Стадион Лазур, това е най-големият стадион в града
- Драматичен театър „Адриана Будевска“
- Безистена на ул. „Александровска“

## Личности
Бургас е родното и творческо място на много известни личности в България, сред които актьорите Апостол Карамитев, Георги Калоянчев, Вълчо Камарашев, Желчо Мандаджиев, Хиндо Касимов, Светозар Неделчев, Димитър Рачков и Тончо Токмакчиев, актрисите Славка Славова, Мария Статулова, Гергана Стоянова, Мария Бакалова, поетите Кръстьо Станишев, Костас Варналис и Никола Инджов, оперната примадона Райна Кабаиванска, композиторите Тончо Русев, Стефан Диомов, Георги Шагунов, Анестис Логотетис, Емил Чакъров и Красимир Гюлмезов. Певци като Ваня Костова, Кичка Бодурова, Пламен Ставрев, Тони Димитрова, Ирра, Коста Марков, Найден Милков, Лидия и Рафи Бохосян. Други интелектуалци, свързани с Бургас, са писателите Агоп Мелконян, Дядо Благо, Петко Росен, Антон Страшимиров, Антон Дончев, Димитър Костадинов, Недялко Йорданов; поетите Кръстьо Станишев, Стефан Тинтеров, Христо Фотев, Петя Дубарова, Реджеб Кюпчю, както и художниците Ненко Токмакчиев, Георги Баев, Дамян Заберски и Генчо Митев. Сред по-известните спортисти, които са печелили български и международни първенства, са европейската шампионка на 100 метра бягане с препятствия Светла Димитрова, борците олимпийски шампиони Никола Станчев (първият български олимпийски шампион), Продан Гарджев и Атанас Комшев, боксьорът Георги Костадинов (първа олимпийска титла по бокс за България), гимнастичката Стефани Кирякова, както и футболистите Руси Гочев, Златко Янков, Илия Груев, Радостин Кишишев, Иван Притъргов, Стойко Сакалиев, Георги Чиликов и треньорът Димитър Димитров – Херо.
Предвид кратките периоди, които заемащите длъжността кмет на Бургас са имали до 20 век, действащите такива нямат съществено влияние върху развитието на града. Видни политици, които са били активни в пристанищния град, са Иван Хаджипетров, Димитър Стефанов и евродепутатът Станимир Илчев. Други известни политици, родени в Бургас, са Румяна Желева (външен министър на България), Румен Овчаров (министър на икономиката на България) и Гиньо Ганев (първият национален омбудсман). От завещаните земи и средства на Александър Георгиев-Коджакафалията се изграждат Коджакафалийската махала (днес жилищен комплекс Братя Миладинови) и църквата „Св. Иван Рилски“.
Също така един от най-големите търговци и видна фигура на бургаското общество през XIX век е бил Аркади Димитракопулос.

## Признание
На Бургас е наречена улица в София (Карта). Полуостров Бургас в Антарктика е наименуван на града. Кораби на предприятието Океански риболов – Бургас ловят риба във водите на Южна Джорджия, Кергелен, Южните Оркнейски острови, Южните Шетландски острови и Антарктическия полуостров от 1970 г. до началото на 1990-те.
Българските риболовци, наред с тези на Съветския съюз, Полша и Източна Германия, са пионерите на съвременния антарктически риболов.